# Liste de familles nobles de Venise
Les familles nobles de Venise ou patriciens de Venise constituent l'aristocratie de la république de Venise à partir de sa fondation en 697. C'est parmi elles que se recrutèrent les membres des institutions oligarchiques de la république, à commencer par son chef élu à vie, le doge. Elles se classent en trois groupes selon leur ancienneté : Case Vecchie, Case Nuove, et Case Nuovissime.

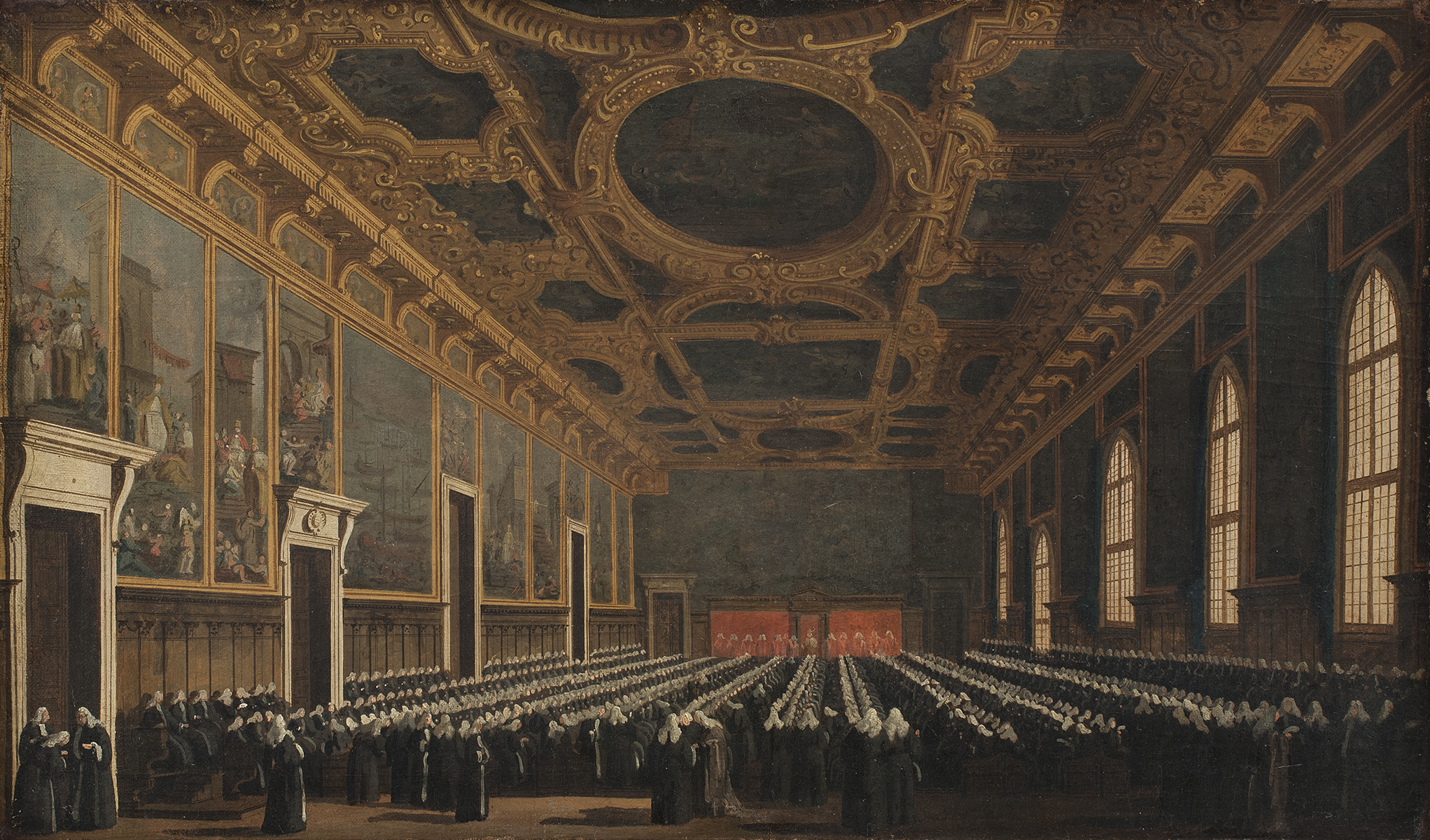
Des aristocrates vénitiens : Le Doge et le grand conseil, Canaletto, vers 1763 (Statens Museum for Kunst)

## Typologie

### Case Vecchie
Les Case Vecchie (« maisons anciennes »), le noyau des premiers nobles vénitiens fut composé des familles tribunices, dites « apostoliques » qui furent tribuns chacune d'une des douze îles. Elles furent présentes en 697 à la nomination du premier doge de Venise. Ensuite, il y eut les quatre familles dites « évangéliques », qui avaient participé à la fondation du monastère de San Giorgio Maggiore. Enfin, neuf autres familles furent présentes à Venise depuis les temps les plus anciens(depuis des temps antiques).

### Case Nuove
Il y eut alors les Casade Nova (« maisons nouvelles »), accueillies dans la noblesse avant que la loi fermât l'accès au patriziato en 1320.

Parmi elles les familles :
- entrées de droit au Maggior Consiglio[4] en 1297 ;
- s'étant établies après la chute de Constantinople[5] en 1229[pas clair] cooptées en 1298.
- s'étant établies après la chute d'Acre[6] en 1291 cooptées en 1303 ;
- s'étant distinguées dans la guerre avec Gênes, cooptées en 1310[7].

### Case Nuovissime
Enfin, il y eut les Casade novissime (« maisons les plus nouvelles »), qui ont eu accès au patriziato de façon exceptionnelle à l'occasion de la guerre de Chioggia de 1381, quand les nécessités militaires et financières de l'État avaient donné accès au Grand Conseil à ceux qui s'étaient particulièrement distingués dans la défense de la République.
Pendant des siècles complètement inaccessibles, le corps nobiliaire s'est ouvert à de nouvelles familles, lorsque, avec le déclin de la puissance vénitienne, l'État se mit à vendre l'accès au titre patricien pour remplir les caisses publiques. Ainsi se constitua donc la troisième et dernière classe de patriciens par trois vagues :
- les familles cooptées[9] entre 1646 et 1669 ;
- les familles cooptées[10] entre 1684 et 1718 ;
- les familles « de terre ferme » cooptées après 1775[11].

La liste des familles nobles de Venise provient du Matricule de la noblesse patricienne tel que trouvé dans le Recueil imprimé en 1682 ; y furent ajoutées celles confirmées par le règne autrichien en 1818.
Certaines familles y étaient depuis plusieurs siècles, d'autres y avaient été agrégées pendant la dernière guerre de Candie ou par simple honneur.

### Famille nobles par honneur
Il s'agit généralement de familles royales, princières, ducales, grand-ducales ou ayant donné un pape.

## Liste alphabétique
- Haut – A
- B
- C
- D
- E
- F
- G
- H
- I
- J
- K
- L
- M
- N
- O
- P
- Q
- R
- S
- T
- U
- V
- W
- X
- Y
- Z

Les familles en gras sont restées dans la noblesse jusqu'à la fin de la République en 1797.
 Celles qui sont soulignées en ont été depuis la clôture du Maggior Consiglio en 1297 : elles forment l'« épine dorsale » du Conseil et sont au nombre de 86.

### A

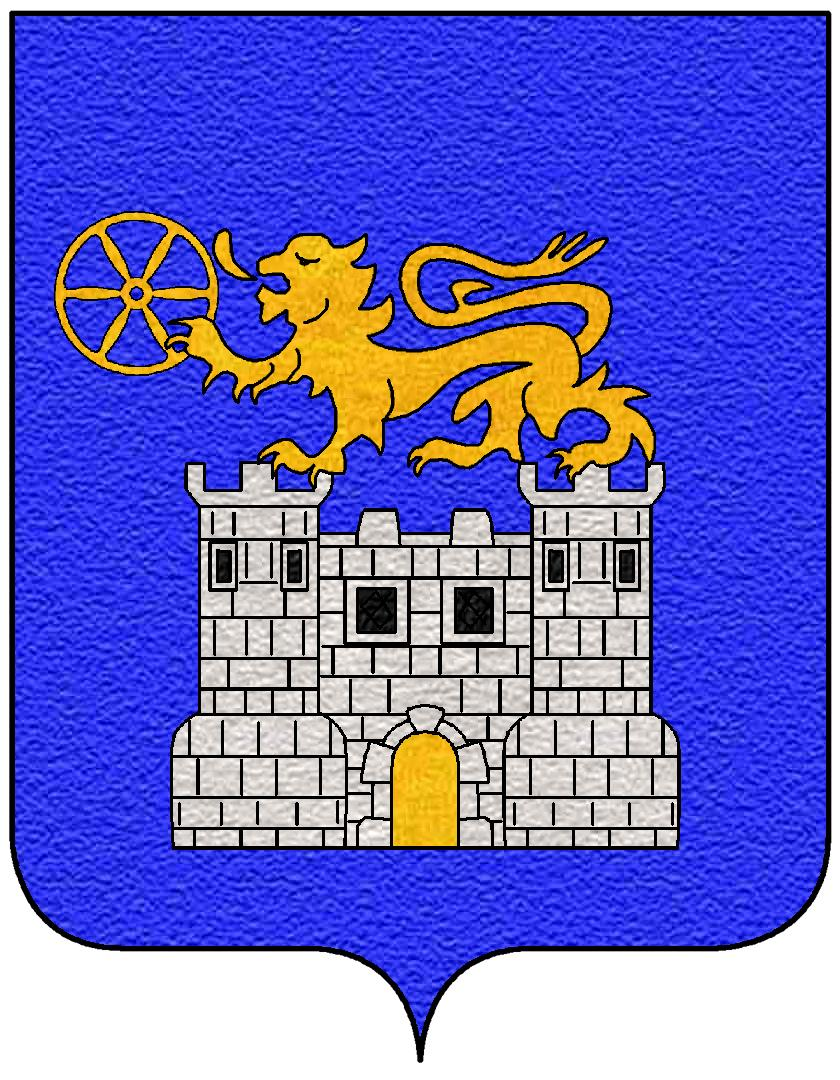
Famille Albrizzi

Famille Angaran

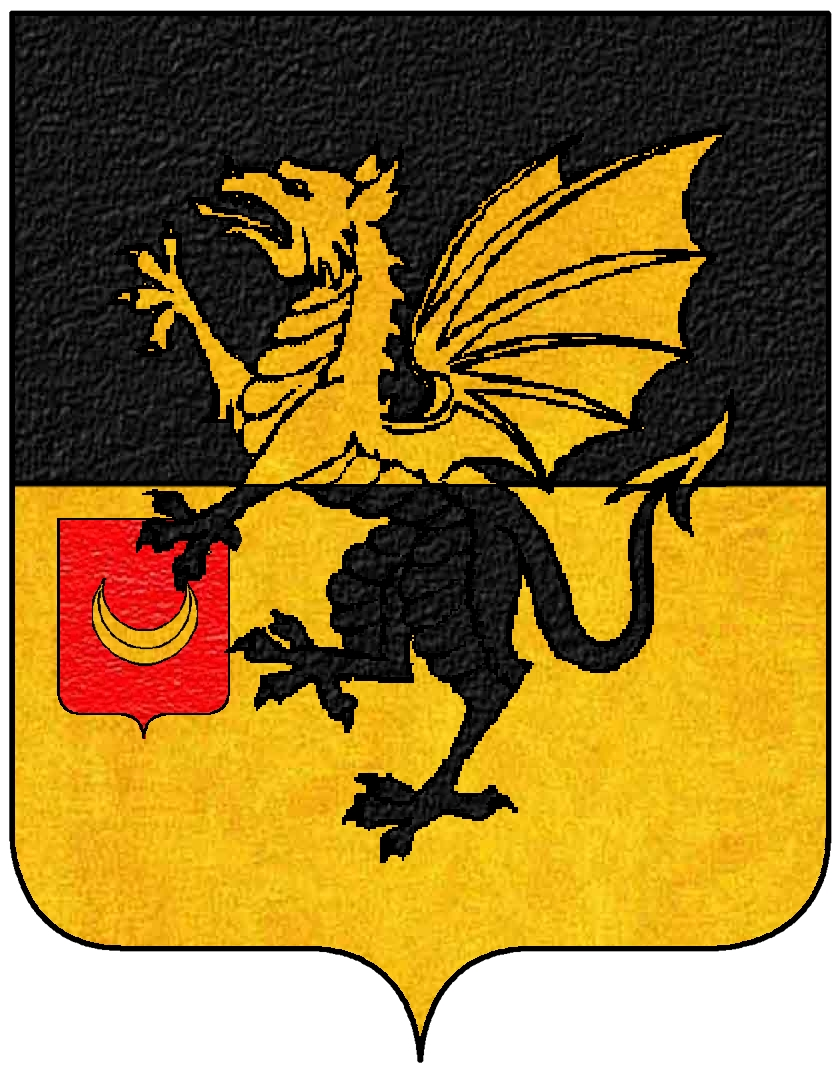
Famille Arnaldi

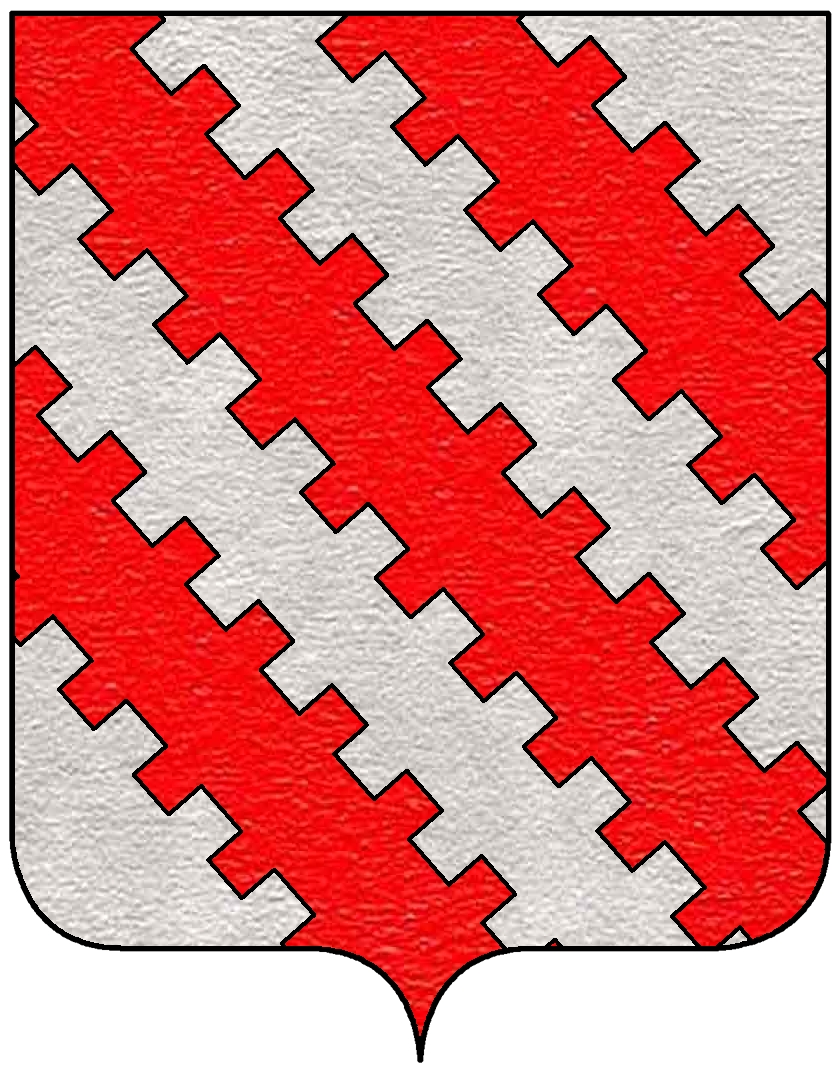
Famille Avogadro

- Abiconolo (jusque 1365)
- Abramo[4] (1297-1364 ou 1520[12])
- Accurti de Königsfels[13]
- Acotanto[5] (1297-mi XIVe siècle) (ou Acade)
- Acquisti[10] (depuis 1688) (ou Aquisti) : famille éteinte
- Adamo[7] (ou Adami)  (1310-1378)
- Adoaldi[7] (1310-1433) (ou Addoldo, Aldoi)
- Agadi[7] (1297; 1310-1408)
- Agapito[13]
- Agazzi[13]
- Agnusdei[4] (1297-1378)(ou Agnusdio)
- Agrinal[5] (ou Agrinali) (1310-1396)
  - autre branche[7]
- Aicardo (1297-1305) (ou Haicardo)
- Albani[14] (en 1702 pour Clément XI)
- Alberenghi[7] (1310-?)(ou Albiringo)
- Alberti[8] (1297-1625 ou 1590[12]) (ou Alberto)
- Albertini[13]
- Albizo[4] (1297-1350/60) (Albici ou Albizzo)
- d'Albore (jusque 1371)
- Albrizzi[9] (depuis 1667)
- Aldrighetti[13],[15]
- Alduini(1381-1433)
- Alidosio(1398-1630)
- Amadio (jusque 1385)
- Amigo (jusque 1398)
- Amizzo[4] (1297-1350/60) (ou Amizo)
- Angaran[9] (depuis 1655)
- Angeli[13]
- Anselmo (jusque 1493)(ou Danselmo)
- Antelmi[9] (depuis 1646) : famille éteinte
- Antippa[13](depuis 1775)
- Antonj di Lützenfeld[13]
- Aoldi (jusque 1432) (ou Haoldo)
- Ardizon (1297-début XIVe siècle)
- Arduini (depuis 1297)
  - Arduin[8] (1381-1518) (ou Arduino)
  - Darduin (it)[4](ou d'Arduin)
- Ariani (au XIVe siècle)
- Ariberti[9] (1655-1666)
- Arimondo[4] (1297-1684[12]) (Arlimisti, Arizini ou Raimondo)
- d'Arman(1297-1401)
- Arnaldi (it)[10] (depuis 1686)
- d'Arpino (1297-1503[12]) (ou Darpin)
- d'Arpo (jusque 1409) (ou (von) Darpo)
- Attanto[5]
- Attendolo (it) (vers 1450 pour Micheletto da Cotignola). (Famille agréé pour son mérite).
- (d') Avanzago[4] (1297-vers 1640/55 ou 1600[12])
- Avenario[16]
- Aventurati (jusque 1350/60) (ou Aventurado, Aventuradi, Buonaventura, Da Cha Ventura)
- Avesani[13]
- d'Aviano
- Avogadro (depuis 1438) (Famille agréé pour son mérite).
- Avonal (Aponalou Avonale) (au XIVe siècle-après 1612)

### B
- Babilonio (1298-1379)

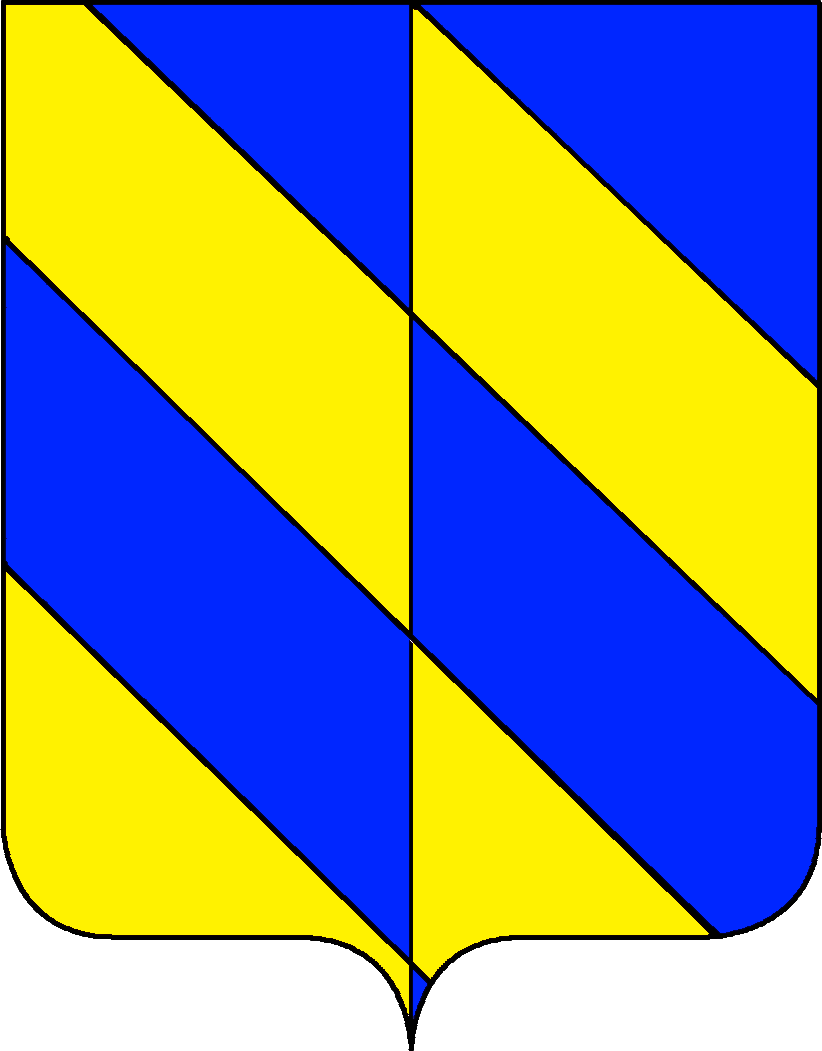
Famille Baffo

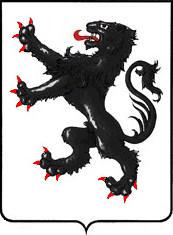
Famille Barbaran

Famille Barozzi

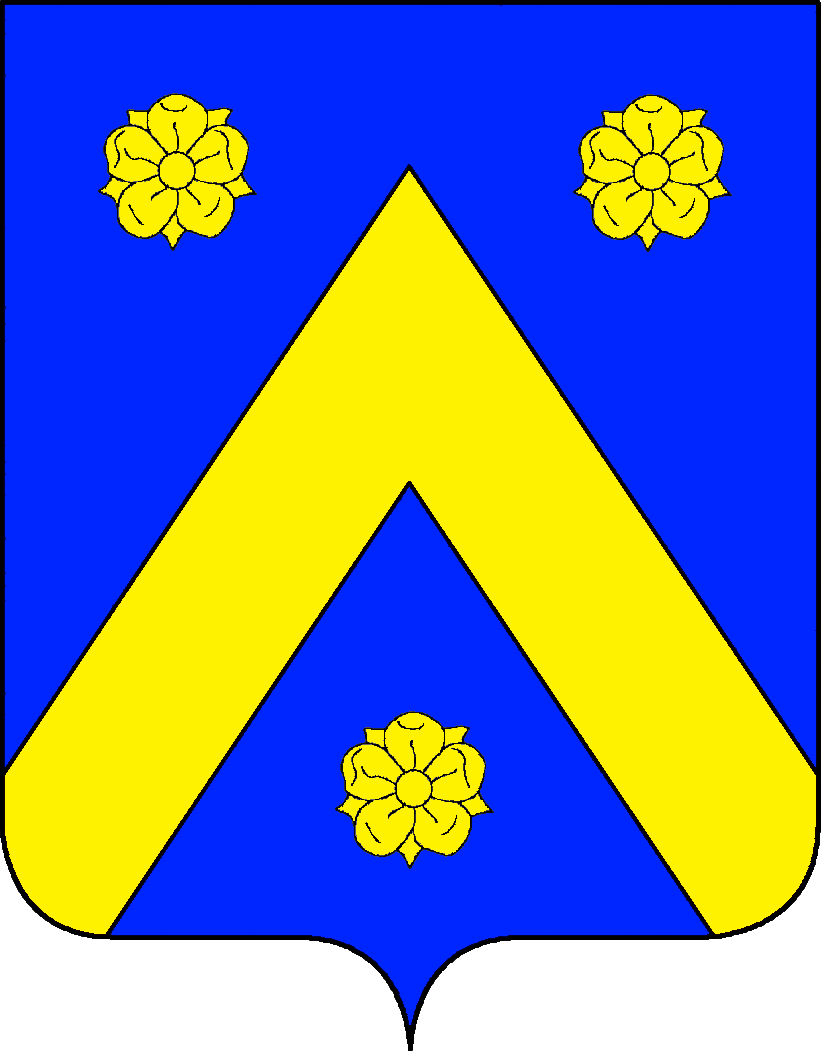
Famille Bembo

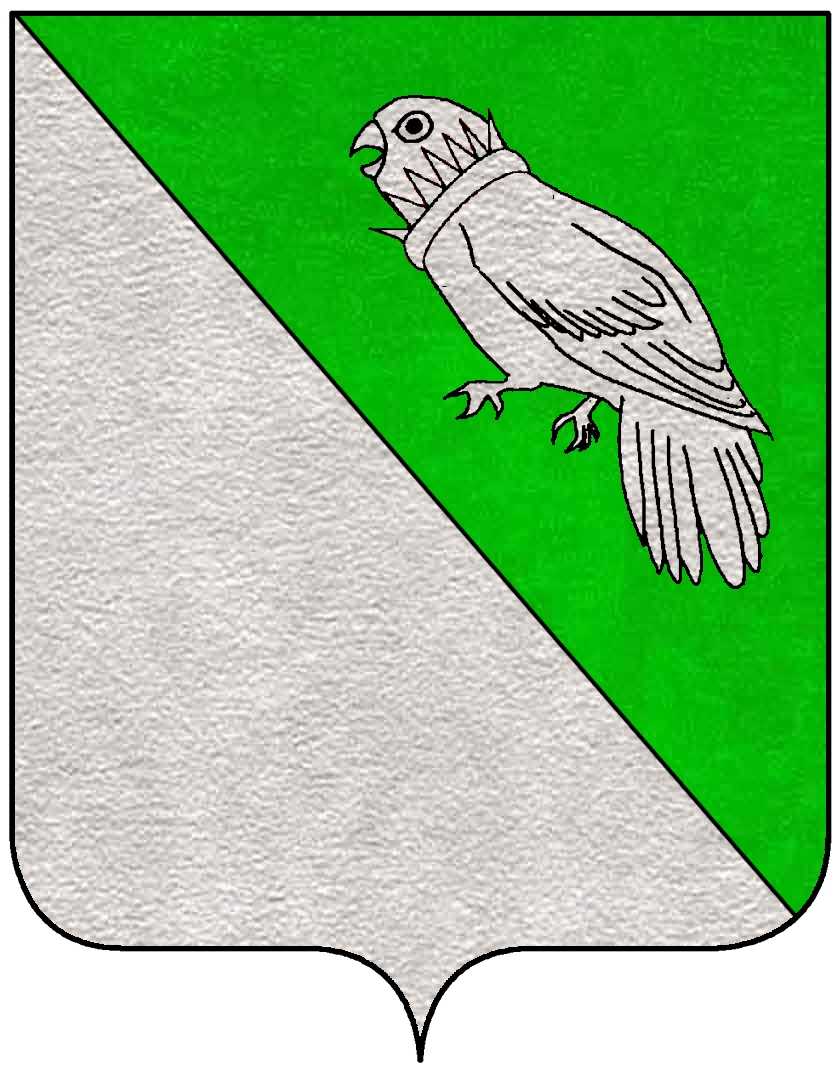
Famille Boldù

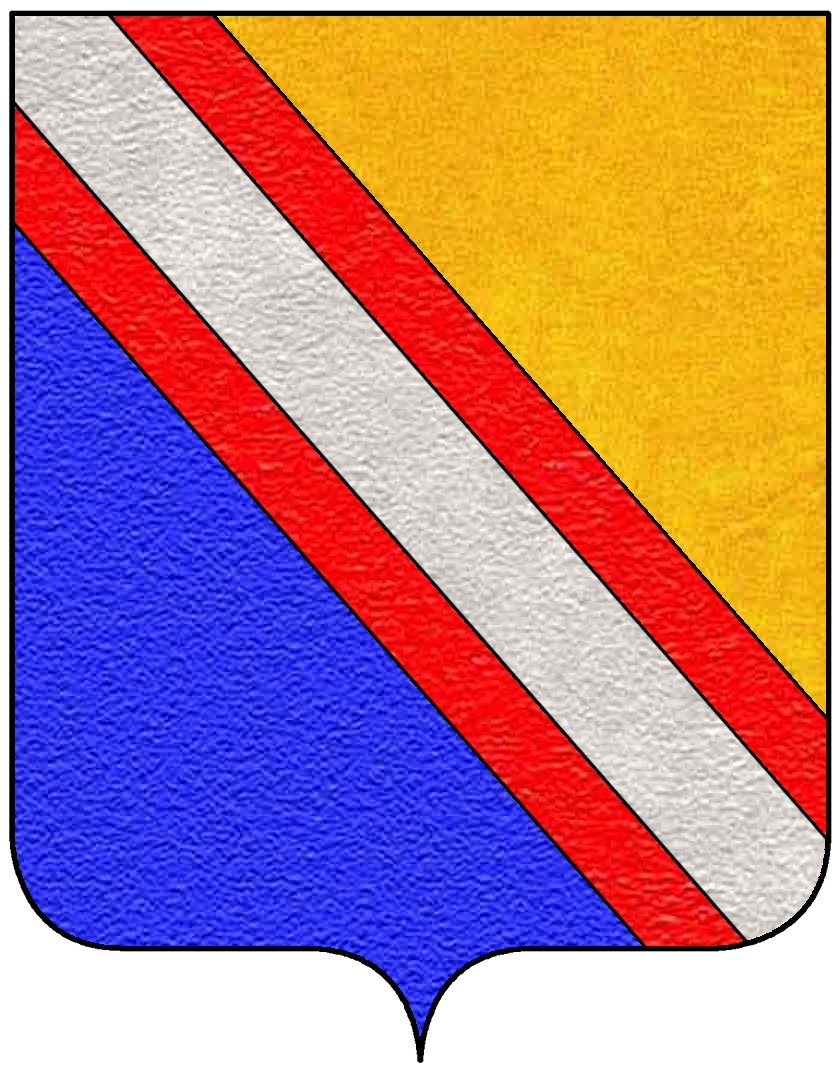
Famille Bollani

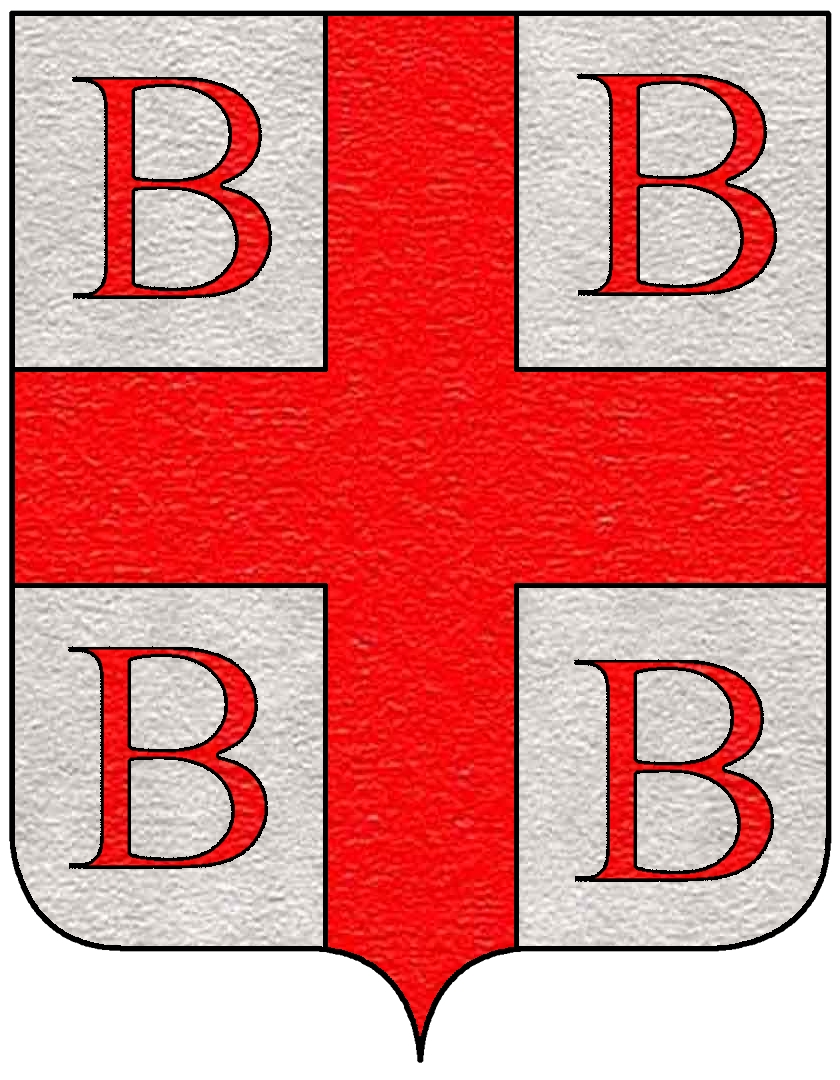
Famille Bonomi

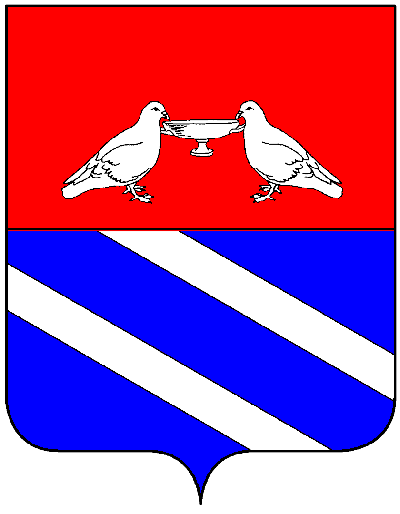
Famille Bonvicini

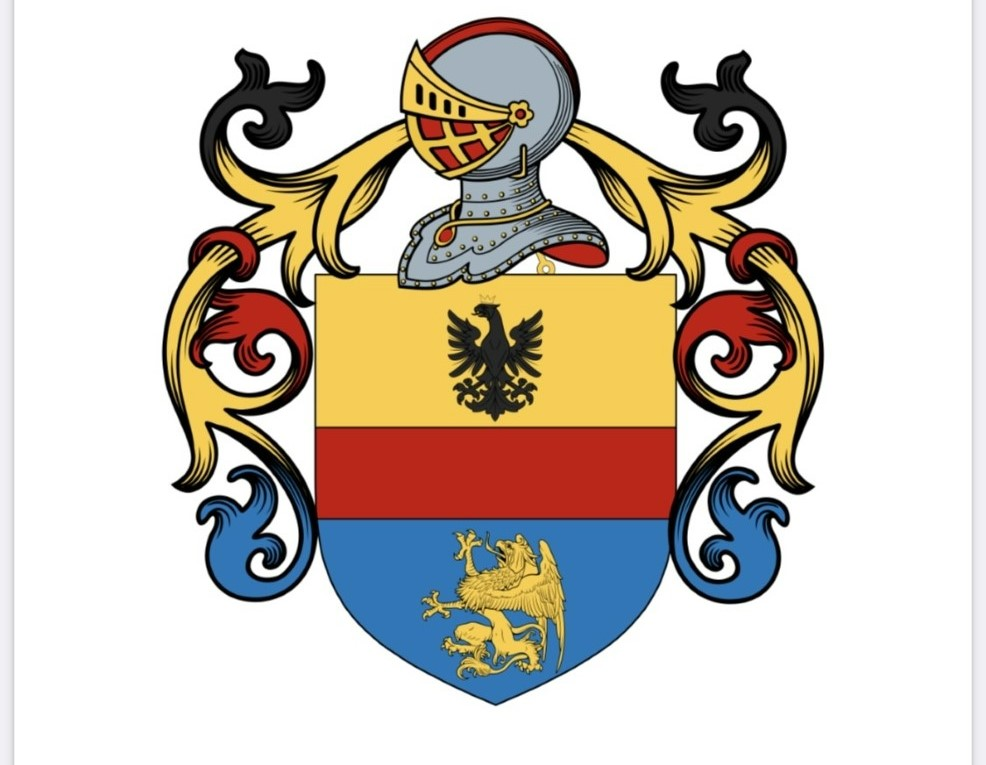
Famille Buttignol

- Badoer[1](depuis 1297) (Badoari, Partecipazi ou Participazio)
- Baffo[4](1297-1769)
- Baglioni[10] (depuis 1716)
- Balastro (1311-1534) (ou Balastri, Balestro)
- Balbi[4](depuis 1297)
- Balestrazzi (jusque 1303)
- Balestrieri (depuis 1301-après 1360)
- Baluchin (jusque 1321)
- Balzolani (jusque 1315)
- Banbazini (jusque 1361)
- Banchieri (it)[13]
- Barbani  (982-1297)
- Barbaran (it)[9](depuis 1665) : famille éteinte
- Barbarigo[4] (depuis 1297) : famille éteinte
- Barbaro[4] (depuis 1297)
- Barbazini
- Barbera[13]
- Barbetta (ou Barbetto) (jusque 1363/73)
- Barbo[4] (297-1701/09 ou 1760[12])
- Barbolani (jusque 1311) (ou Barbolin)
- Barboniani (jusque 1375)
- Barbonizi (ou Barbonici) (jusque 1343)
- Barison (Barizani) (it)[6] (1310/17-1426) (Barisan ou Barison)
- Barisachi (1381-1421)
- Bariselli (ou Barizanello, Barisanelli )   (1100-1273)
- Baroni[13](jusque 1375)
- Barozzi[1] (depuis 1297)
- Barzizza[10](Barsizza ou Barziza) (depuis 1694)
- Basadonna[4] (depuis 1297) : famille éteinte
- Baseggio[3] (depuis 1297) (Basegi, Basei, Basilii ou  Mastalinzi) : famille éteinte
- Basadello (jusque 1325)
- Baviera (Maison de Bavière)[14](1623 pour Maximilien Ier de Bavière (électeur)-1777)
- Bazolani  (jusque 1315)
- Becconi (ou Beco)[4]
- Belegno (ou Belegni)[4] (1297-1750)
- Belluni[9] (jusque 1393) (Bellhuomini ou Belloni)
- Belluni (homonymes)[9] (1647-1676)
- Bellini[9] (depuis 1400)
- Bellosello (ou Bell'Osello) ( jusque 1364)
- Belloto[10] (1686-1721)(ou Bellotto)
- Bembo[2](depuis 1297)
- Benado  (jusque 1373)
- Benedetti[4](1297 et 1303-1624[12])
- Beneto  (jusque env. 1660)
- Benini[13]
- Benfici (1298-1366)
- Bentani  (jusque 1286)
- Benzon (Benzoni)[10](1685-1775) : famille éteinte
- Beregan[9](depuis 1649)(ou Berengani)
- Berengo (Berenghi) (jusque 1372) (ou Berenghi)
- Bergonzi[9](1665-1709)(ou Bregonzi)
- Berlendis[9](1662-1781)
- Bernardo[4] (depuis 1297)
- Betani(1297-XIVe siècle)
- Betti (jusque 1301)
- Bettoni[10](1684-1764)
- Bianca(jusque 1342)
- Biacqua(jusque 1248)
- Bianchini[13]
- Bianco (jusque 1317)
- Dal Bò (jusque 1371)
- Bobizo[17](ou Bombizo)
- Bocassio (1297-1476) (Bochasi ou Bocassi)
- Dalle Boccole (it) (au XIVe siècle-1483[12])
- Boccon (jusque 1366)
- Bocho (jusque 1314/76)
- Bodissoni  (depuis 1749)
- Bolani[4](depuis 1297) (ou Bollani)
- Boldo (jusque 1313)
- Boldù[4] (depuis 1297)
- Bon[4](depuis 1297 et 1381)
- Bonaldi (jusque 1341)
- Bonamini  (1632-1699)
- Bonzo (1297-1508[12]) (Bonci ou Bonzi)
- Boncili (jusque 1328/68)
- Bondolo (jusque 1366)
- Bondumier[4](1297-1779) (ou Bondimerio)
  - autre branche[6](depuis 1303-1779)
- Bonfadini[9] (depuis 1648) : famille éteinte
- Bonlini[10] (depuis 1677)(ou Bollini)
  - (2e branche)[10](depuis 1685)
- Bonomo[5] (1297-1319) (Bonhomo ou Bonomi)
- Bonvicini[9] (1663-1786)
- Bonzena (jusque 1346) (ou Blonzena)
- Borbone
- Bordinigo (jusque 1342)
- Bordolo (jusque 1396)
- Borini[11] (ou Borin)
- Borromeo (Famille agréé pour son mérite).
- Borsello (jusque 1367)
- Borsolo (ou Borzolo) (jusque 1317)
- Bosebo (jusque 1311)
- Bosso (1297-1298)
- Boxich di Lorbeernberg[13]
- Braccolani (1381-1492)
- Bragadin[2] (depuis 1297)
- Brandolin[10] (depuis 1686)(ou Brandolini)
- Bragolani (1297-XIVe siècle) (ou Brazolani)
- Bredani (1381-1437)
- Bressa[9] (depuis 1652) (ou Brescia) : famille éteinte
- di Brenna (1344-1355) (Famille agréé pour son mérite).
- Breoso (1297-XIVe siècle) (Brioso ou Brugloso)
- Briani[4] (1297-1679[12])(Brandonigi ou Breani)
- Brizi[6] (1230/1310-1401) (Brioci, Bricci ou Brizi)
- Bristolani (jusque 1362)
- Brunelli (1154- 1304)
- Brunswick[14](en 1668 pour Jean-Frédéric de Brunswick-Calenberg)
- Bullo[13]
- Buora (1297-1311)(ou da Buora)
- Buricaldi (ou Buricaldo) (1297-1321/62)
- Burovich de Szmajevich[13]
- Busetto[10] (entre 1684 et 1718)
- Busnado (1297-1301)(Busnadego)
- Busenago (Buseneghi ou Businago) (1297-1471)
- Businello[13] (ou Busenello)
- Busnadego
- Buttignol (it) (Admise au patriciat vénitien après la Guerre de Morée).
- Buzzaccarini (it)[14] Gonzaga (depuis 1782)

### C
- Caiselli[11] (depuis 1779)
- Calbo[4](depuis 1297)
- Calboni  (jusque 1410)

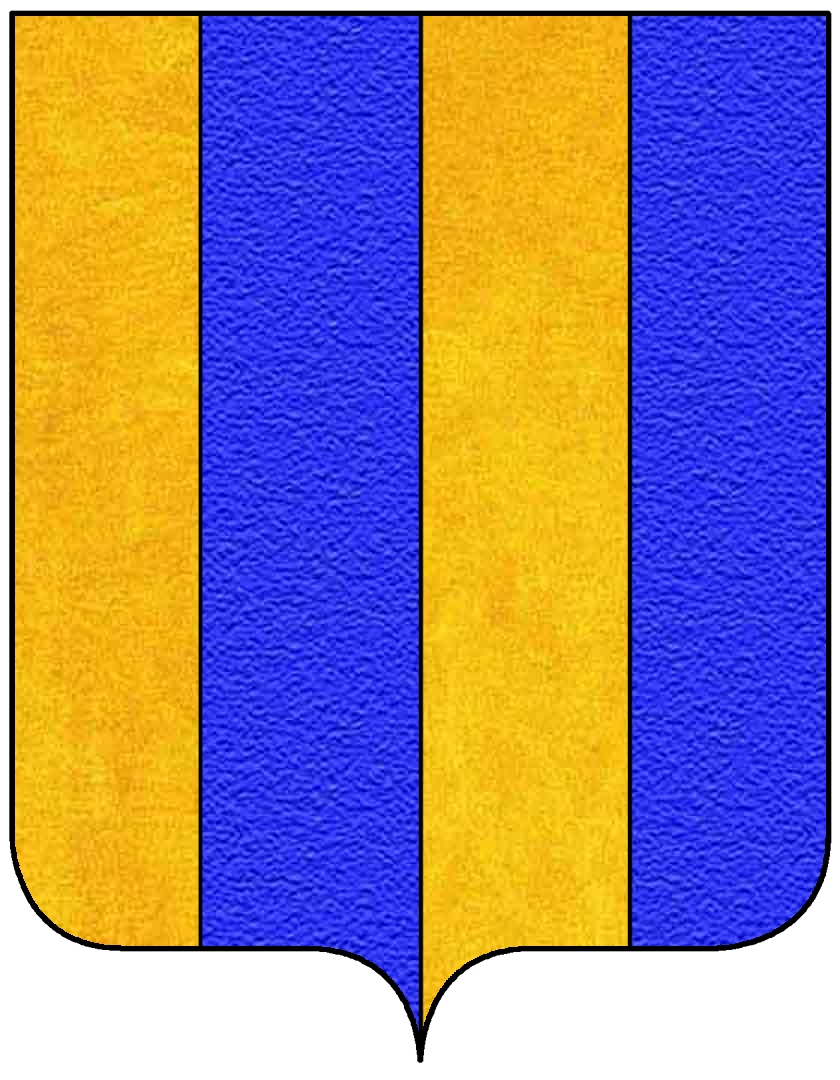
Famille Carosini

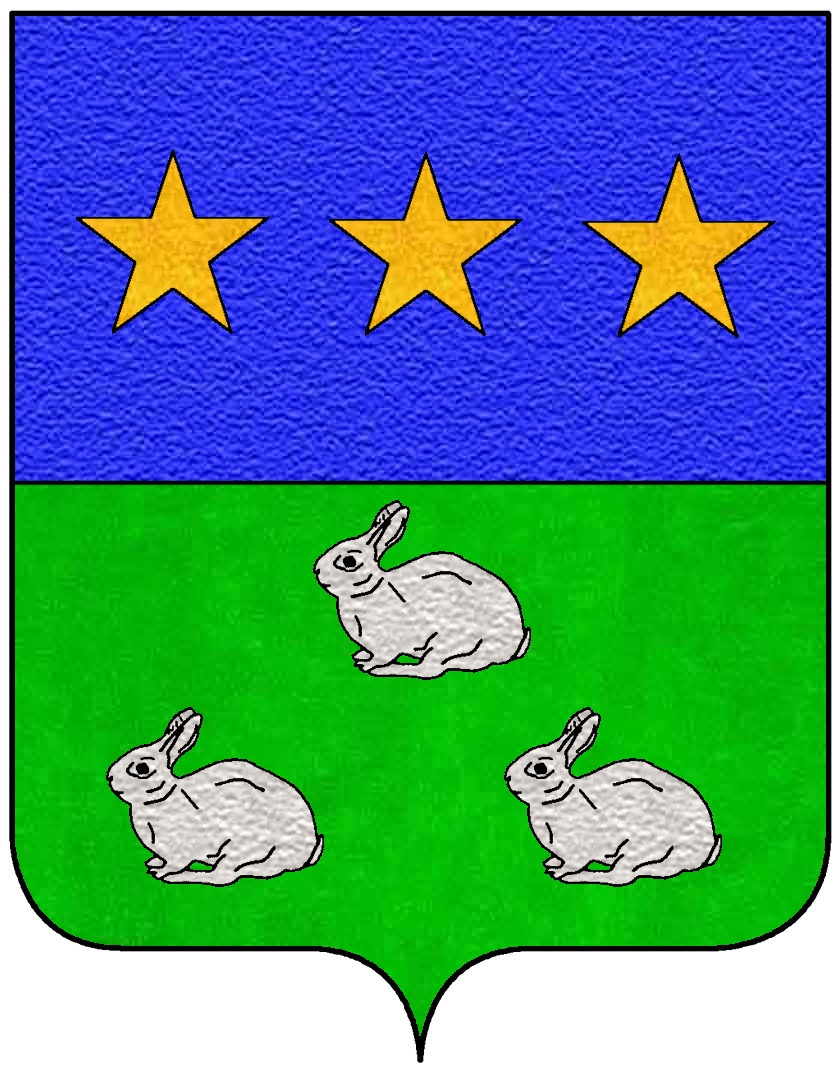
Famille Celini

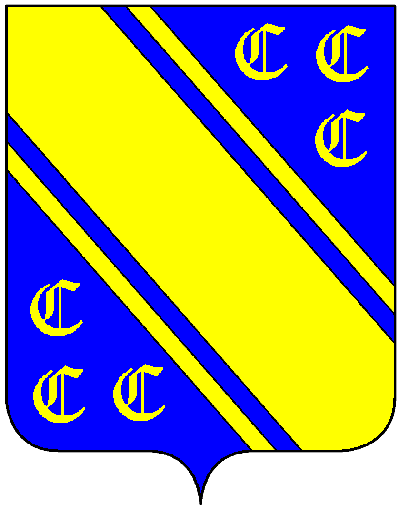
Famille Celsi

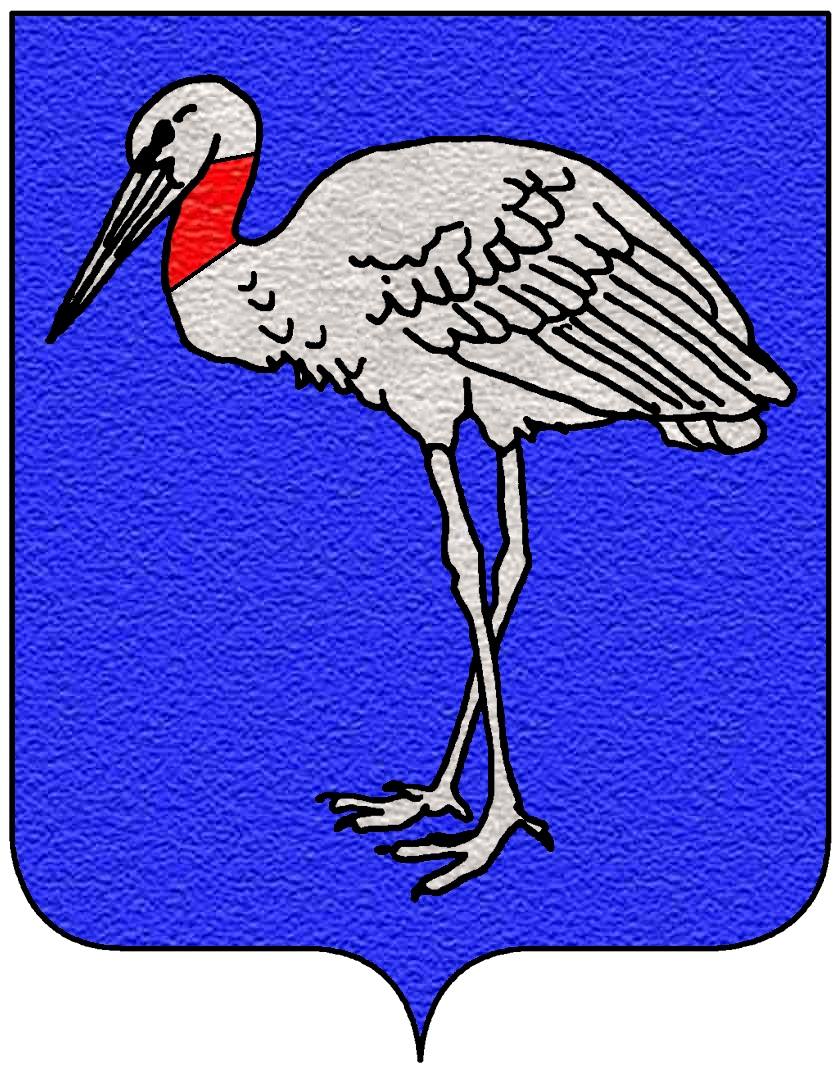
Famille Cicogna

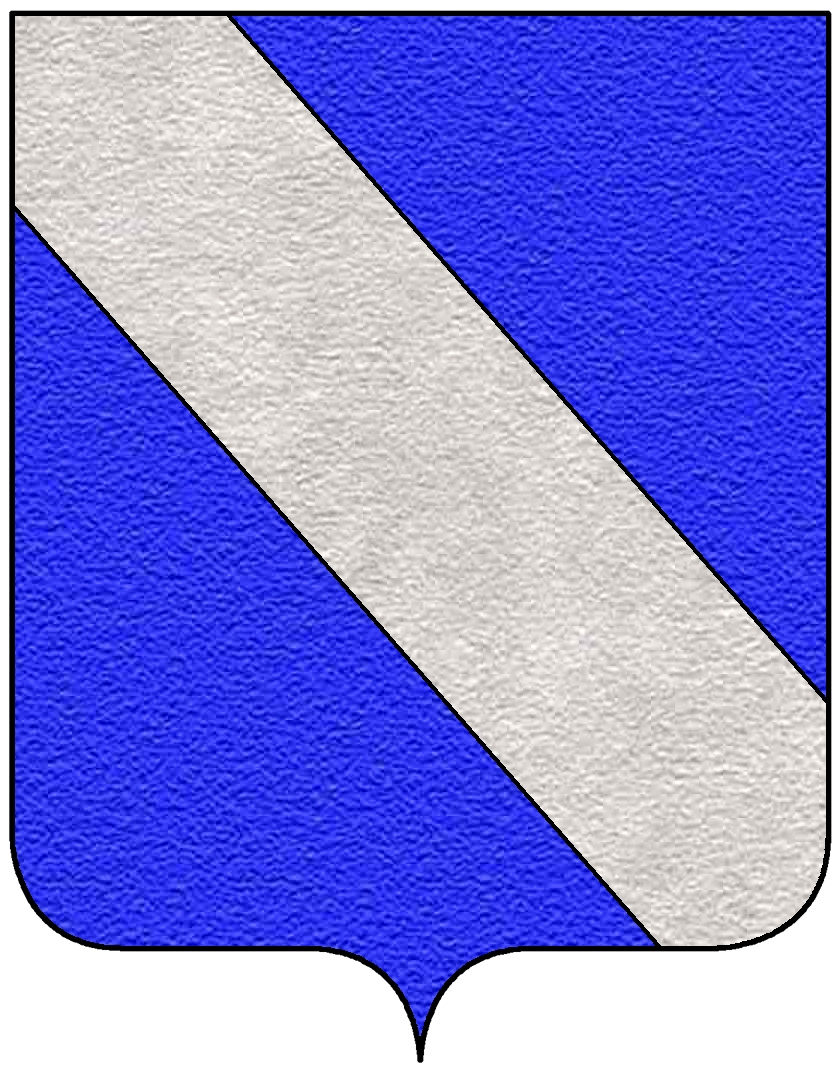
Famille Condulmer

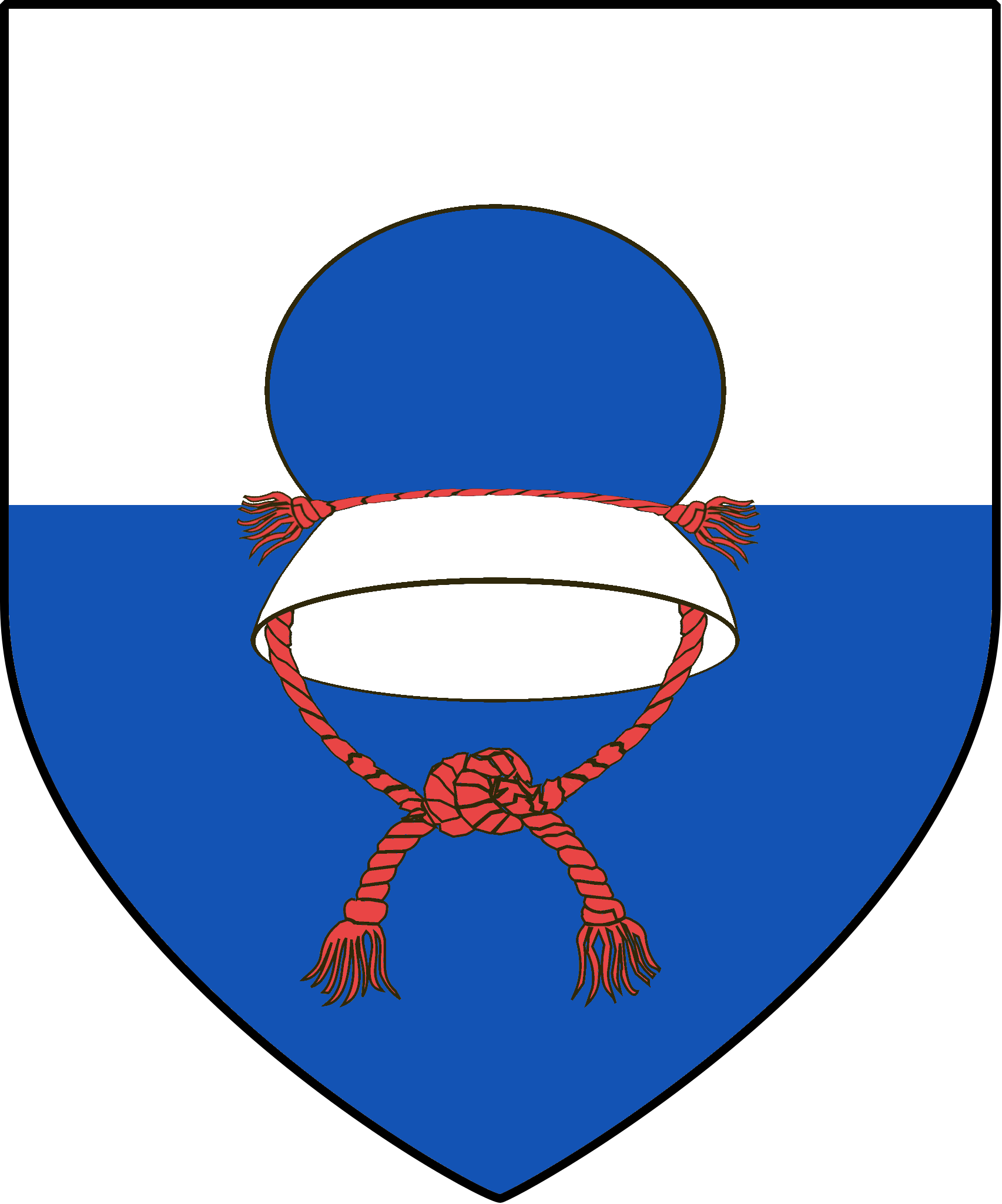
Famille Cappello

- Caldiera  (jusque 1381)(Coldiera or Caldera)
- Calergi[8](1381 et 1407-1668) (ou Calerghi)
- Caloprini[5]
- Camarata[13]
- Cambigo  (jusque 1304)
- Da Camino (Camin, da Camin) (it) (jusque 1300-1421)
- Capoinello/Campo in Collo (jusque 1382) (ou Capoinello)
- Campagnella[13] (ne pas confondre avec la famille calabraise)
- Campanile[17]
- Canabri (jusque 1312)(Casanapri ou Cazanapi)
- Canal[4] (depuis 1297)
- Cancanigo (ou Cancanico) (jusque 1303)
- Caotorta[7] (1297, 1310 et 1402-1789)
- Capoani (jusque 1320)(ou Capuani)
- Capellari della Colomba[13]
- Capello (ou Cappello) [4] (depuis 1297)
- Caraccioli (orig. de naples)
- Carandinò  (depuis 1593)
- Caravello (it)[4] (1297-1567[12])
- Carazacanevo (1297-début XIVe siècle)
- Carbonizi (ou Carbonici)  ( jusque 1312)
- Caresini[8] (1381-1430) (Carosini ou Caresin)
- Carli-Rubbi[13]
- Carlotti[13]
- Carminati[10] (depuis 1687)
- Carolo(jusque 1261)
- Carosso[7](1297 et 1310-1382) (Carosi ou Caroso)
- Carosi-Cattarini (jusque 1370) (ou Cattolici Barbatti)
- Cassetti[9] (depuis 1663)
- Castelli[10](1687-1759)
- Castriota (Castrioto, Castriotto, Castriotta, Castrioti, Casteroti) (depuis 1416)
- Catacanevo (jusque 1260)
- Cattaneo[13] (jusque 1383/85) (ou Catanio, Cattanio)
- Cattanei di Momo[13]
- Catti[9] (depuis 1646)
- Cavagnis[10] (1716-1785) (ou Cavanis)
- Cavalli[8] (depuis 1381) : famille éteinte
- Cavalier (Cavallieri ou Cavalieri) (jusque 1331)
- Cavazza[9] (depuis 1652) (ou Lion Gavazza) : famille éteinte
- Cazzaiti[13]
- Celini[10] (1685-1750/58)
- Celsi[4](1297-1789)
- Centani (Zentani, Zantani) (it)[4] (1297-1560/76)
- Centrale (jusque 1223)
- Centranigo (ou Centranico) (jusque 1344)
- Cerbani (jusque 1381)
- Cernovicchio (ou Cernovici) (1474-1635) (Famille agréé pour son mérite)
- Cicogna[8] (depuis 1381) (ou Cicogna)
- Cigola (de Cigole) (it)[13]
- Civran[4]'(depuis 1297)
- Cocco[4](depuis 1297) : famille éteinte
- Cocodrizi ( jusque 1373)
- Codagnola[10](ou Codognola)(depuis 1717) : famille éteinte
- Coleoni
- Colpi[4]
- da Comino (1297 et 1304-XIVe siècle)
- Comneni (jusque 1551)
- Concanfo (jusque 1372)
- Condulmer (Condulmero, Condulmar, Condulmaro, Gondulmer)[8] (depuis 1381) : famille éteinte
  - Eugène IV
  - sa branche familiale[9](1653-avant 1759)
- Comino(depuis 1464) (Famille agréé pour son mérite).
- Contarini[1]
- Contanto[5] (ou Contento) (jusque 1372)
- Contenti[9] (depuis 1686) : famille éteinte
- Conti[9] (1667-1763) (ou Conto)
- Contin[13](1686)
- Contrari (it) (1404-1578)
- Coppo[4] (1297-1708[12])
- Corbadizzi (ou Corbadizi) (jusque 1321)
- di Cordova (1500 pour Gonzalve de Cordoue-1692)
- Corniani d'Algarotti[13]
- Correr (Corraro)[4](depuis 1297)
- Corner (Cornaro) [2](depuis 1297)
- dal Corno (jusque 1296)
- Correggio[9](1646-1717/19) (ou Coreggio)
- Costantini[5](1297-1348)
- Cottoni[10](depuis 1699) : famille éteinte
- Cremonesi[16]
- Crichi[13]
- Crispo (Crispi) (jusque 1600)
- Crituazo  (jusque 1268)
- Crivelli (it) (en 1512)
- Croce (it) (jusque 1382)
- Crotta[9] (depuis 1649) : famille éteinte
- Corti[10] (au XIIIe et depuis 1688) (ou Corti) : famille éteinte

### D
- Dandolo[1] (depuis 1297) (ou Ipato)
- Dante (ou Danti) (jusque 1430)

Famille Dandolo

Famille Dolfin

Famille Donà delle Rose

- Dauli (jusque 1316/19)(ou Davillo)
- Deddo (ou Dedo) (jusque 1402) (ou Dedo)
- Delia (jusque 1369)(ou de Lia)
- Dente[7] (1310-1430/83)
- Deretti (depuis 1355)
- Desiaspinal (jusque 1309)(ou Deliaspinal)
- Diedo[4] (depuis 1297)
- Diesolo[7] (1310-1402) (ou da Jesolo, Diesello, Equilo, Esulo)
- Diesenove (jusque 1361)(ou Diesnovi)
- Diotanto (jusque 1323)
- Dobizo (ou Dobiso) (jusque 1301)
- Dolce[9] (depuis 1658) : famille éteinte
- Dolfin[3] (depuis 1297) (ou Delfin)
- Dolfinigo ( jusque 1321) (ou Delfinigo)
- Donà[4](depuis 1297) (ou Donato)
  - Donà dalle Rose[7]
- Donado[5] (1311-1543/1605) (ou Donadi)
- Dondi[9](depuis 1653) (ou Dondi Orologio)
- Dondolo (jusque 1307)
- Donino[9] (ou Donini)(1663-1705/14)
- Donisdio (ou Donusdio, Donusdeo, Donusdei, Diodisdio) (jusque 1312)
- Donorardo (jusque 1310)
- Donzorzi (jusque 1312/17)
- Donzuane (jusque 1303) (ou Dozane)
- Doro ( jusque 1310)
- Dotto  (jusque 1318) (ou Dotho)
- Drapo (jusque 1409)
- Drusco (jusque 1366) (les Druschi ou Drusiano)
- Duodo[4](depuis 1297) : famille éteinte

### E

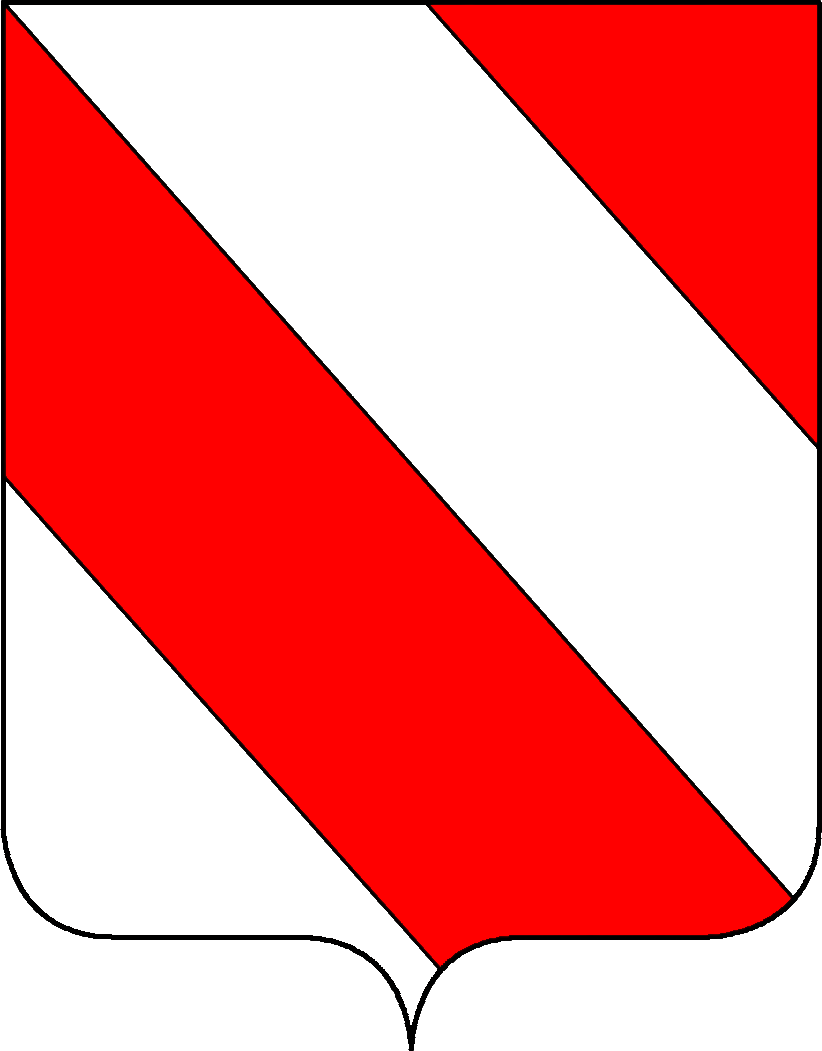
Famille Emo

- Emo[4](depuis 1297)
- Enzo (jusque 1380)
- d'Equilo (1297-1379/1493)
- Erizzo[4] (depuis 1297) : famille éteinte

### F

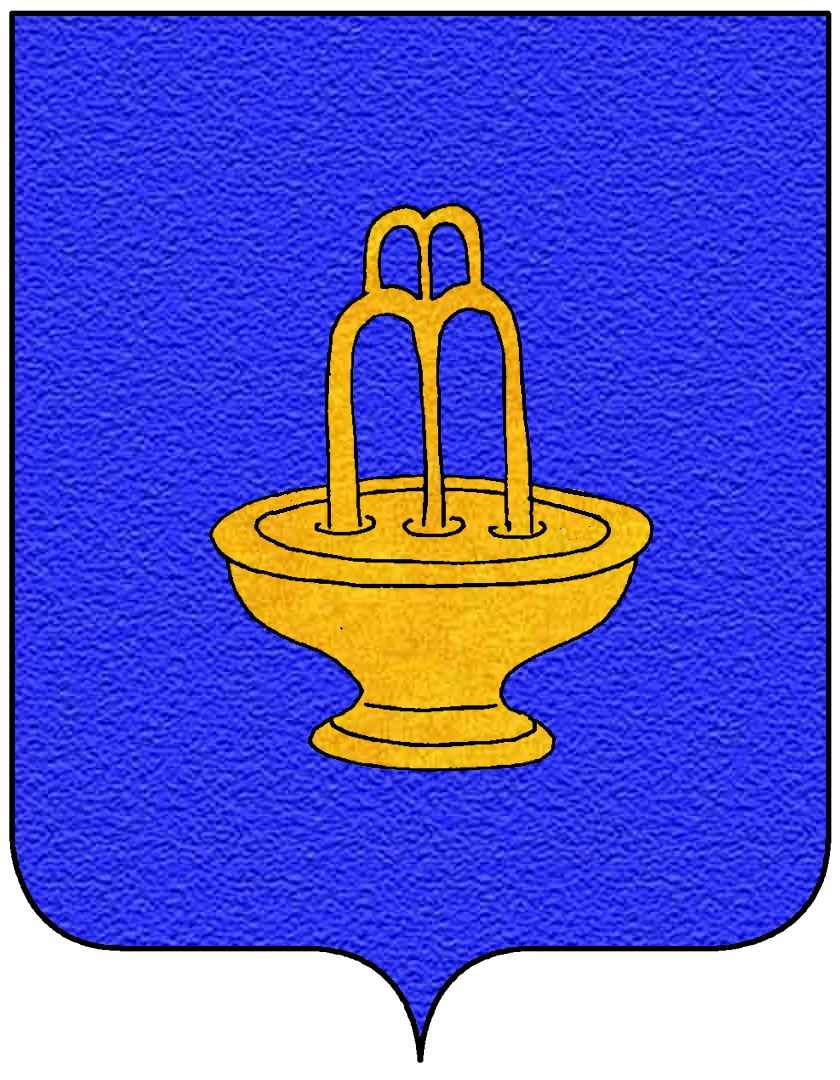
Famille Fonte

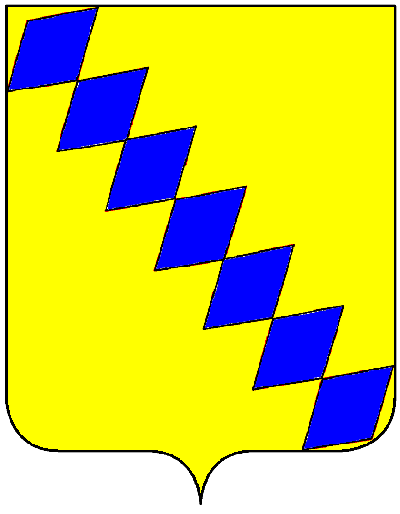
Famille Foscarini

Famille Foscolo

- Fabriciaco[4] (jusque 1373) (ou Fabriciazio, Fabriciaci o Fabricii)
- Fabricini (jusque 1373/1476)
- Fabrizi[4] (jusque 1303)
- Fazio[4](jusque 1209) (ou Faccio, Fatio)
- Falier (Faliero)[1] (depuis 1297) (ou Saleni)
- da Fano (1297-1401)
- Faraon[4] (jusque 1353)
- Farsetti[9] (depuis 1664) : famille éteinte
- Favaro (di Favaro)  (depuis 1321-1927) : famille subsistante aujourd’hui en France et en Italie
- Favro[4] (XIVe siècle-1308) (ou Favero, Fauro)
- Ferramosca[9](ou Feramosca) (1648-1681)
- Ferro (da Ferrara)[4] (1297-1681[12]) : famille éteinte
  - Ferro (dalle Fiandre)[9] (depuis 1662)
- Ferrante[7] (1310-1640/55)
- Festandolo[7] (jusque 1402) (ou Festendolo)
- Fexasonda[4] (jusque 1315)
- dal Fianco (jusque 1321)
- Filaretto[13]
- Filiasi[13]
- Fini[9] (depuis 1649)
- Fiolo (ou Fiollo) [4] (jusque 1397)
- Flangini[10] (depuis 1664) : famille éteinte
- Da Fogliani (Fogliani) (it) (1440-1630)
- Fondai (jusque 1344/1464)
- Fondanizi[4] (jusque 1306/26) (ou Fontanisi, Fondanisi, Fondacini)
- Fondulo[17]
- Fonseca[10](1664-1713)
- (dalla) Fontana(1297-1505[12])
- Fonte[9](1646-1770)
- dalla Fornase[8](1381-1407/9) (ou dalle Fornaci)
- Foscarini[4]' (depuis 1297)
- Foscolo[4]  (depuis 1297)
- Fracassetti[10] (depuis 1704) : famille éteinte
- Fradello/Fratello (it)[4]  (1297-1366)
  - Fradello di Candia (1493-1656) (Famille agréé pour son mérite)
- Franceschi[10] (1716-1788)
- Franco (jusque 1307)
- Frangipani[14] (1475-)
- Franzapani (homonyme) (jusque 1347)
- dalla Franziada (jusque 1371)
- dalla Frascada (1297-1322)

### G
- Gabrieli[4] (depuis 1297) (Gabrielli)

- Galaenzi (jusque 1341)
- Galante (jusqu'au  XVIIe)

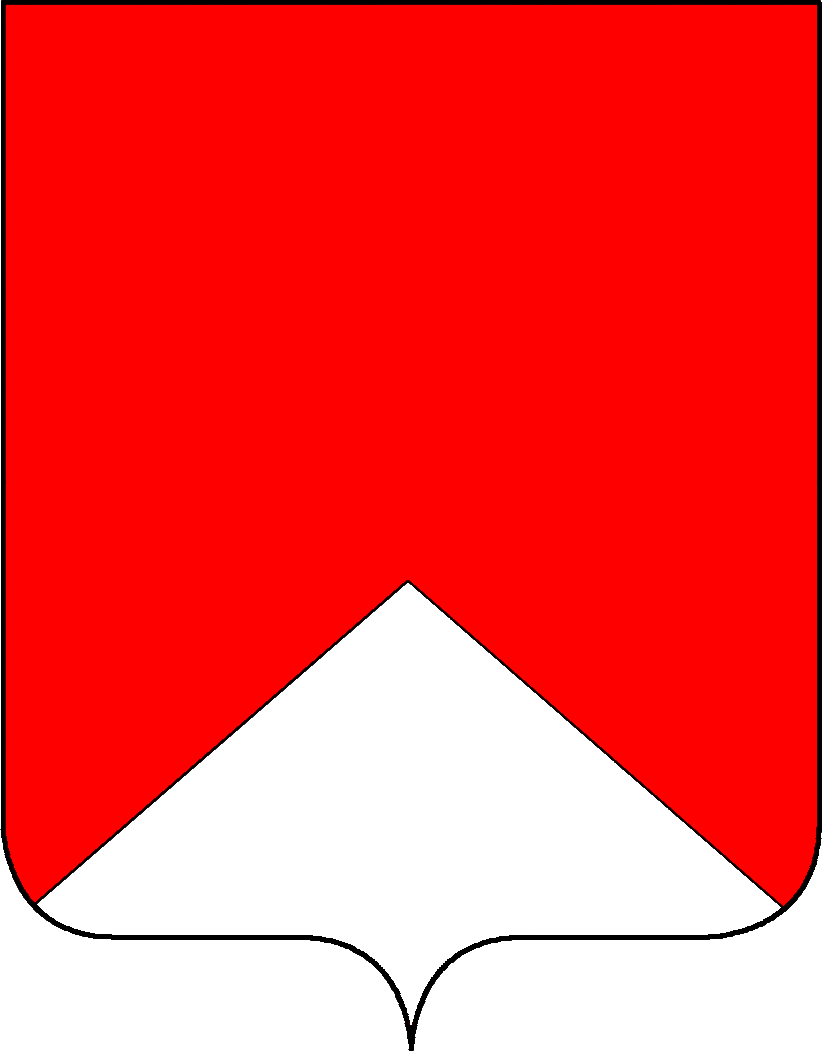
Famille Ghisi

Famille Giustiniani

Famille Gradenigo

- Galaresso (jusque 1341) (ou Galarezi)
- Galatazzi (jusque 1369)
- Galissa (jusque 1376)
- Gallina[13] ( jusque 1375) (ou Giallinà)
- Gallo[10](1694-avant 1759)
- Gambara (it)[9]'(depuis 1653)
- Gambaro[4] (jusque 1299) (ou Gambarin)
- Garzoni[8] (depuis 1381) : famille éteinte
- Gavilla (jusque 1356) (Gauli ou Andrelini)
- Gay (jusque 1329)
- Gherardini[9] (ou Ghirardini) (depuis 1652)
- Ghedini[9](1667-1713)
- Gheltof (it)[10](ou Gheltoff) (depuis 1697) : famille éteinte
- Ghezzo (ou Gezo, Gezzo, Hezzo) (jusque 1478)
- Ghisi[4] (1297-avant 1759) (ou Ghigi)
- Giacomazzi[13]
- Gimio (jusque 1343)
- Giovanelli[9] (depuis 1668)
- Girardi[8] (1297 et 1381-1666 et 1698 ou 1685[12]) (ou Girardo)
- Gislanzoni[13]
- Giupponi[9] (1660-1685) (ou Giubboni)
- Giustiniani[2] (depuis 1297) (Justiniens, Giustinian ou Zustinian)
  - autre branche[8]
- Gozzi[9](1646-1679)
- Gradelon(1297-XIVe siècle)
- Gradenigo[1] (depuis 1297) (ou Tradonico)
- Grassi[10](ou Grasisi)(depuis 1718) : famille éteinte
- Grassoni (jusque 1303/23) (ou Grasoni)
- Grego[7] (1493-1703) (ou Griego)
- Grimani[4] (depuis 1297)
- Grioni[4] (1297-1715)
- Grisoni (it)[7] (1378, puis bannis)
- Gritti[4] (depuis 1297)
- Grugno (jusque 1322)
- Grumelli (en 1405, puis éteinte) (Famille agréé pour son mérite)
- Guardadio(ou Guatardo) (jusque 1328})
- Guberto (1297-1343 ou 1346) (ou Gomberto)
- Guerra[10] (depuis 1689)
- Gugno (jusque 1311/31/44)
- Gunigi (jusque 1415/17)
- Guoro[7] (1381-1660[12]) (ou Guori)
- Gussoni[4]  (1297 et 1310-1714) (ou Guzoni)

### H
- d'Heinzelmann[13]

### I

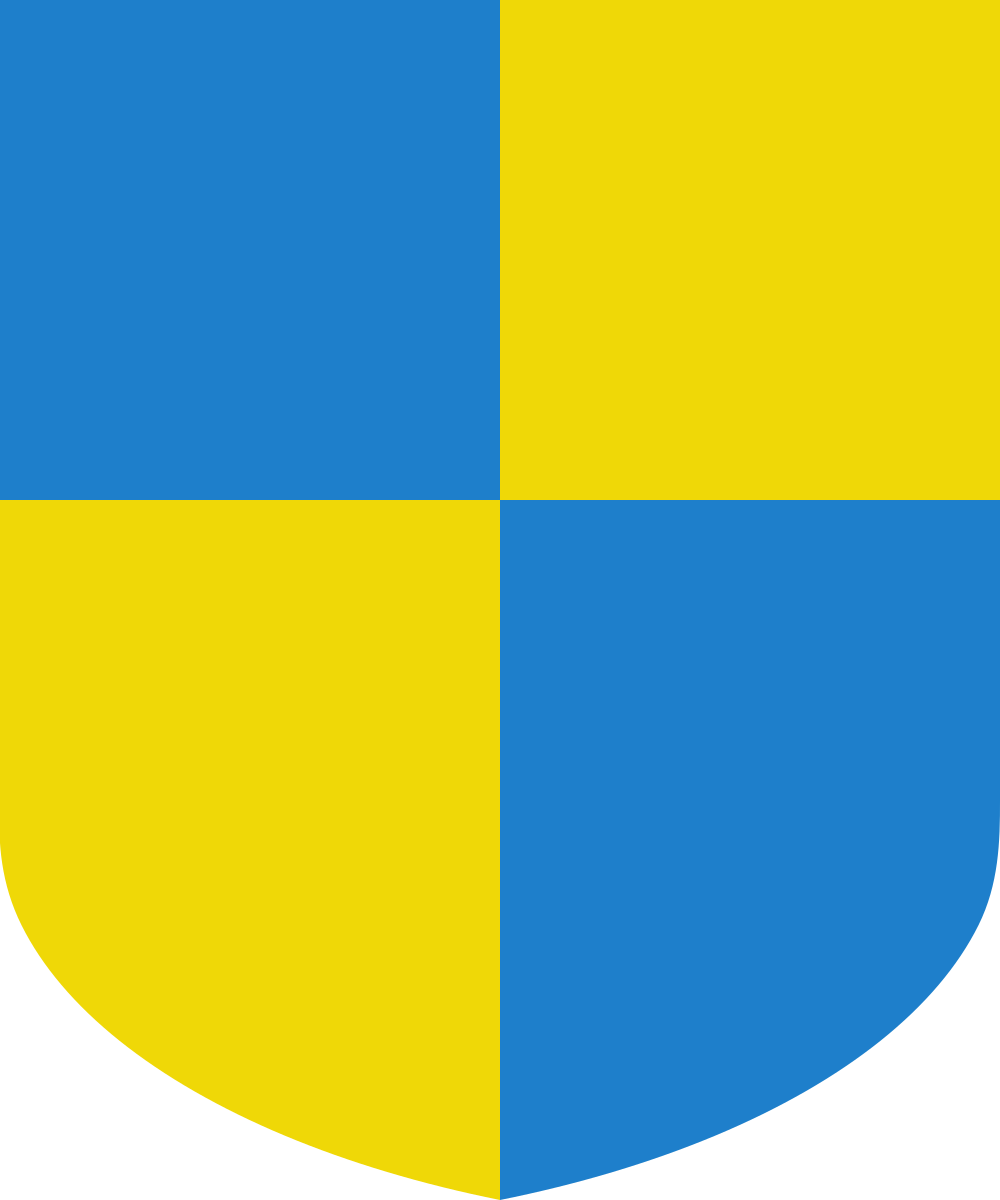
Famille Iacoli

- Iacolo (jusque 1305)
- Ialina (jusque 1326) (ou Iallina)
- Ingolo (jusque 1352)
- Ioaldo (jusque 1432)
- Istrego[18] (jusque 1273/1481) (Istrigo ou Istrago)

### J
- Jacogna[13]

### K
- Kreglianovich-Albinoni[13]

### L
- Labia[9] (depuis 1646)
- Laghi[9] (1661-1734/59) (ou Benati)

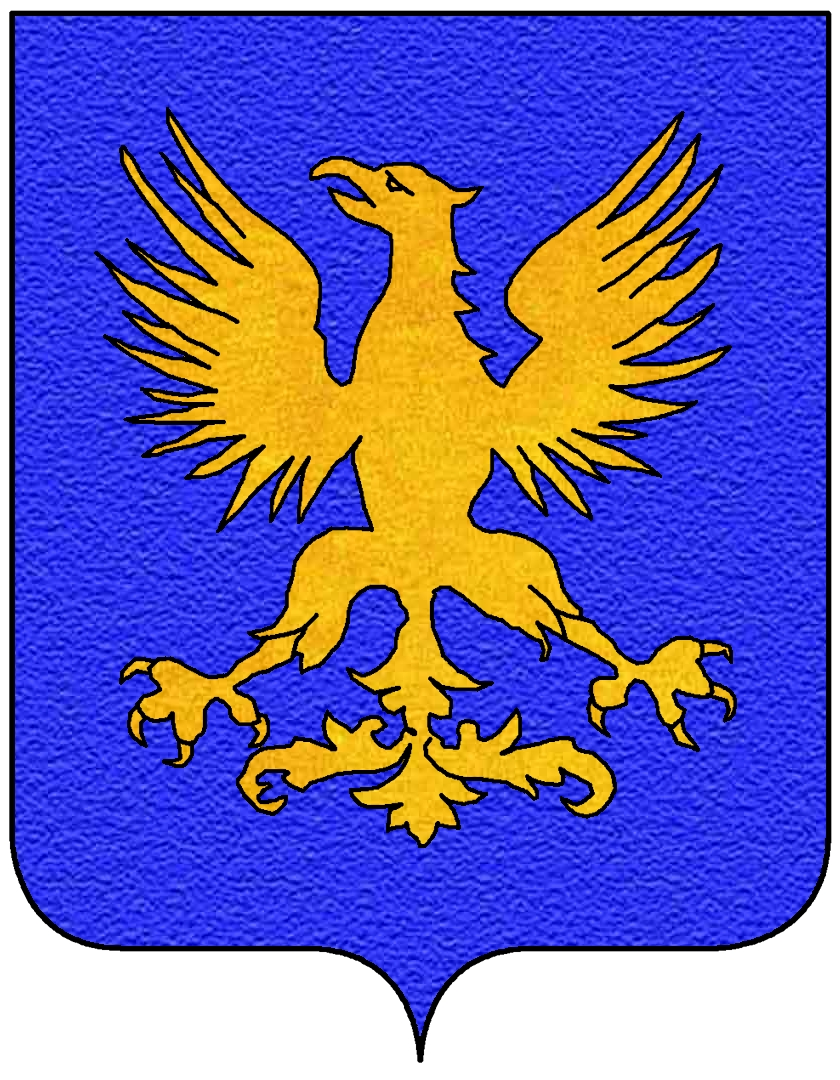
Famille Labia

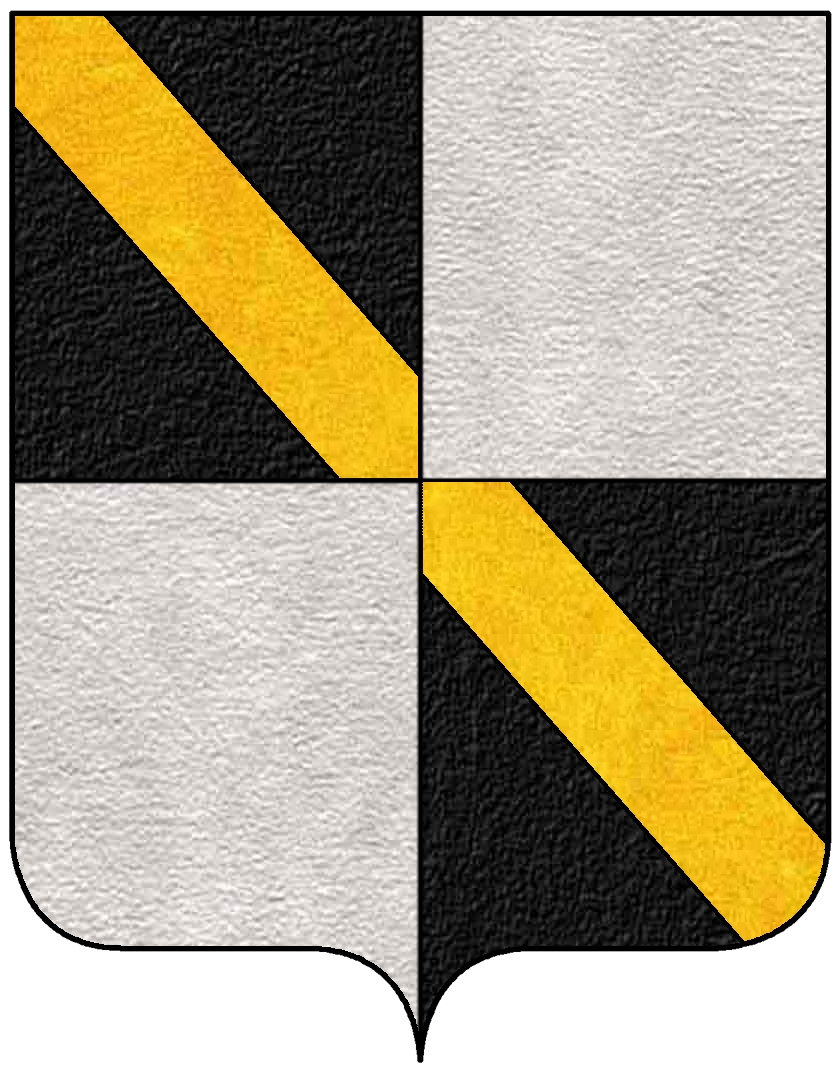
Famille Lando

- Lambeschi (jusque 1375/81) (Lombreschi ou Lambraschi)
- Lando[4] (1297-1734)
- Lanzuoli[4] (1297-1432)(ou Lanzuol)
- Larghi (jusque 1396)
- Lazzari[9] (1660-1775)(ou Lazari)
- Legrenzi[13]
- Leucari (1297-1368)(ou Lucari)
- Da Lezze[4] (depuis 1297) (ou Leze, da Lezzo, Traversari) : famille éteinte
- Lin (ou Lini)[10] (depuis 1685)
- Leoni[6] (1303-1713) (ou Lion)
- dalla Lionessa (jusque 1410)
- Lippomano[8]  (depuis 1381) (ou Lipomani)
- Lisiado (jusque 1327)
- Lolin (it) (ou Lollin, Lollino) (1436-1626[12])
- Lombardo[4] (1297-1734/59)
- Lombria[9](1646-1722)
- Longo[8] (depuis 1297 et 1381) (ou Longhi)
- Loredan[4] (depuis 1297)
- de Lorenzo (jusque 1343/49) (Lorenzo ou di Lorzo)
- Lotti[13]
- de Luca[9](1654-1711)(ou Lucha)
- Lucchi de Windegg[13]
- Ludovisi
- Lugnani (jusque 1331) (ou Capanaci)
- Lupanizzi (jusque 1348) (ou Lupanadi)
- Lupin (jusque 1311)

### M

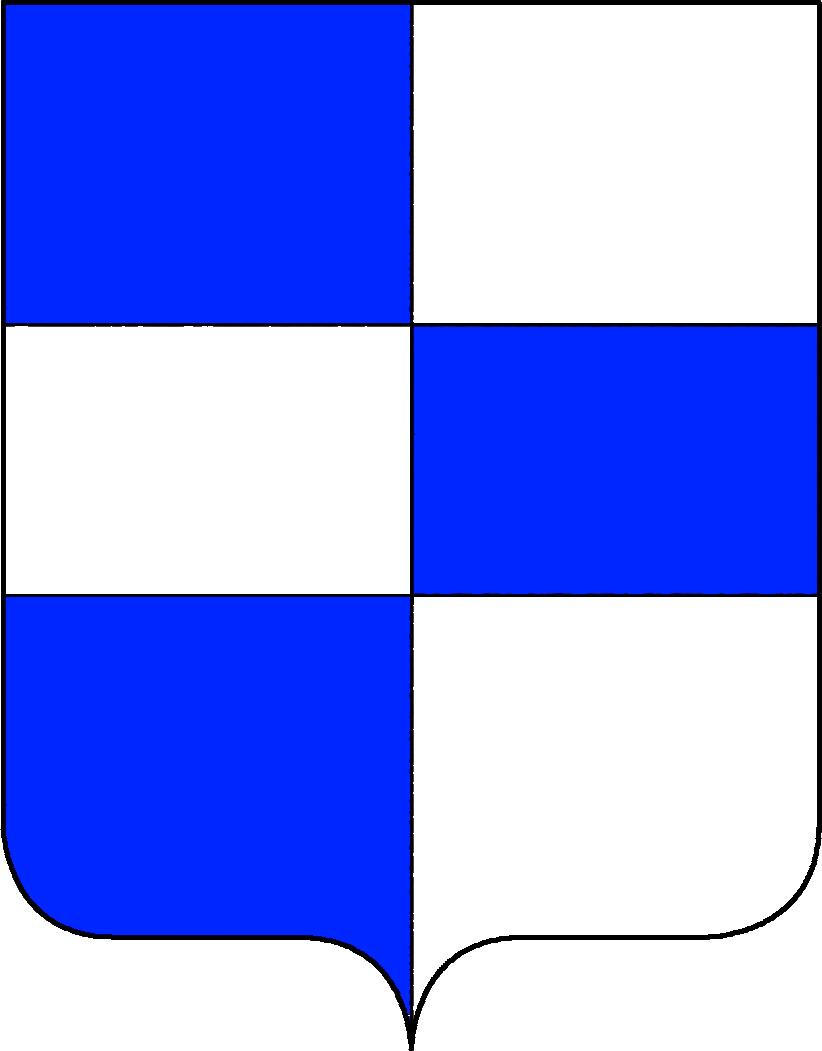
Famille Mula

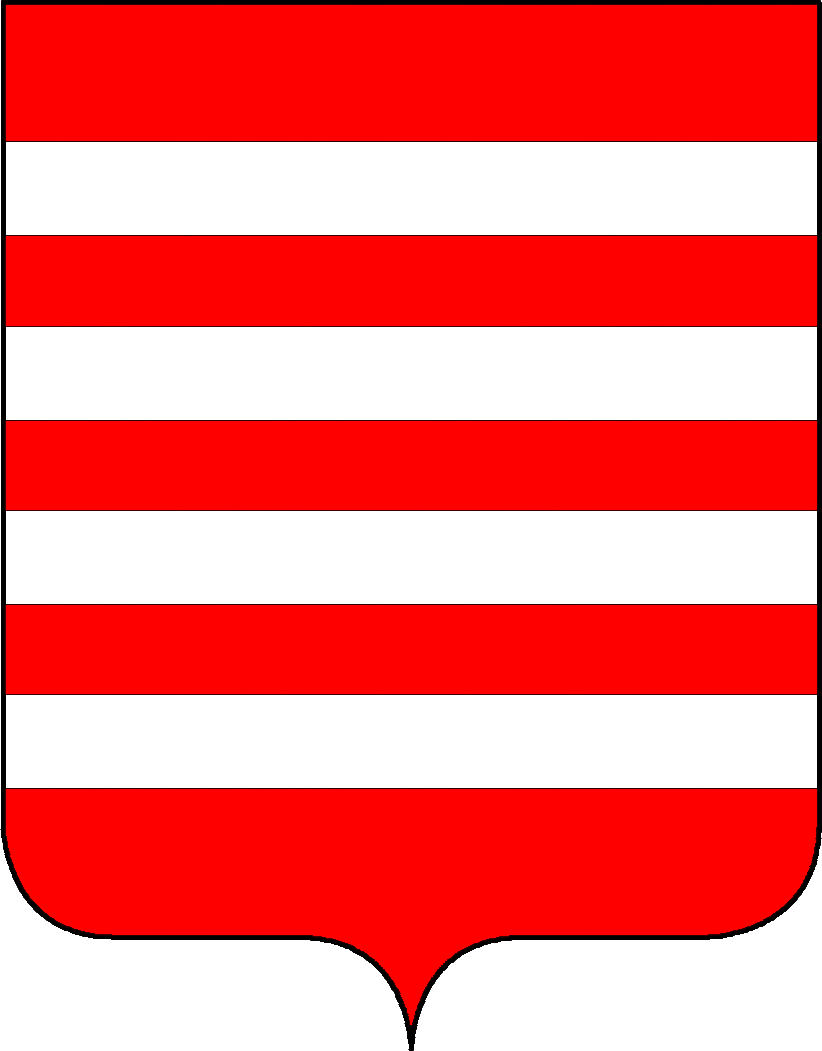
Famille Magno

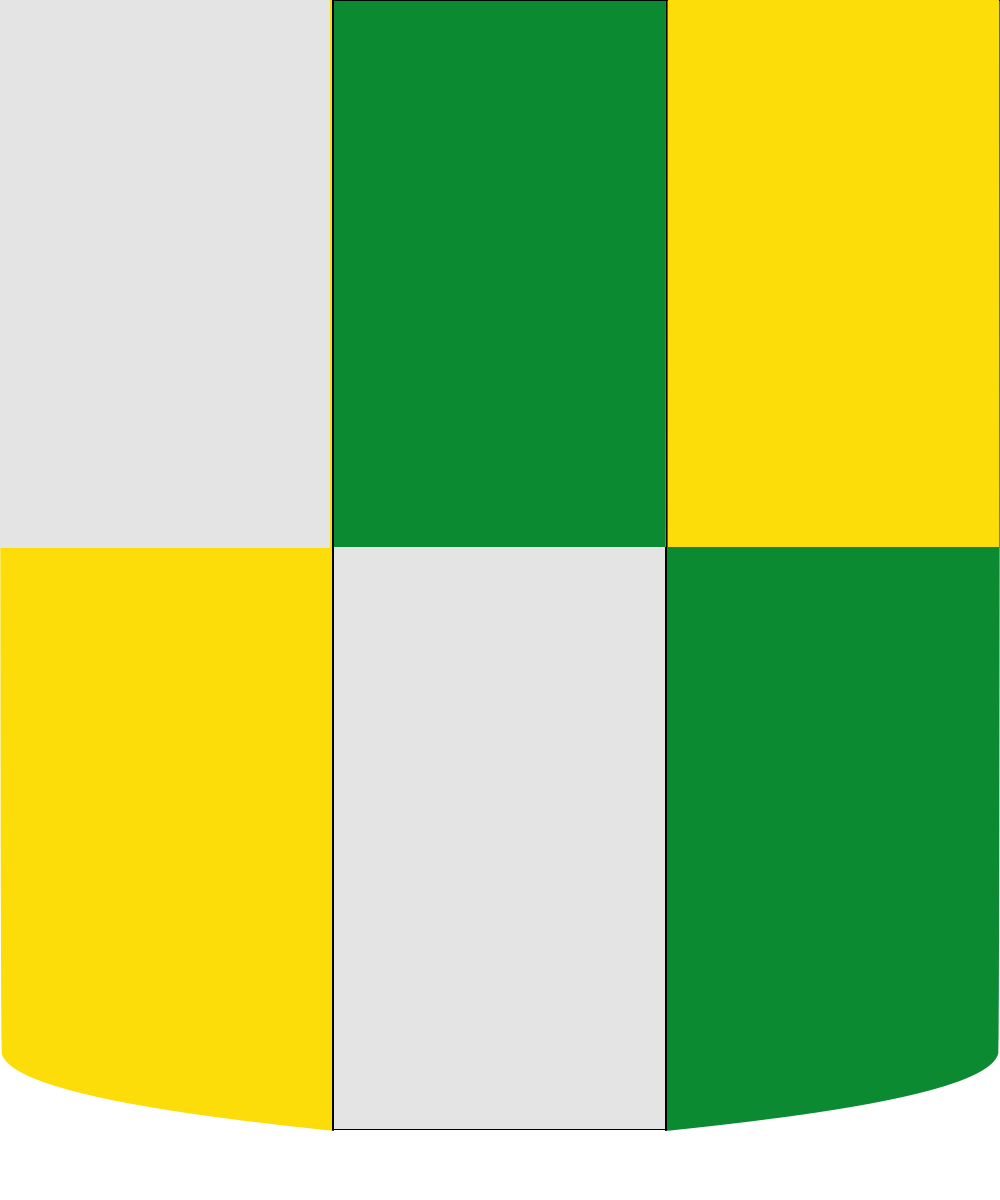
Famille Menegato

Famille Michieli

Famille Mocenigo

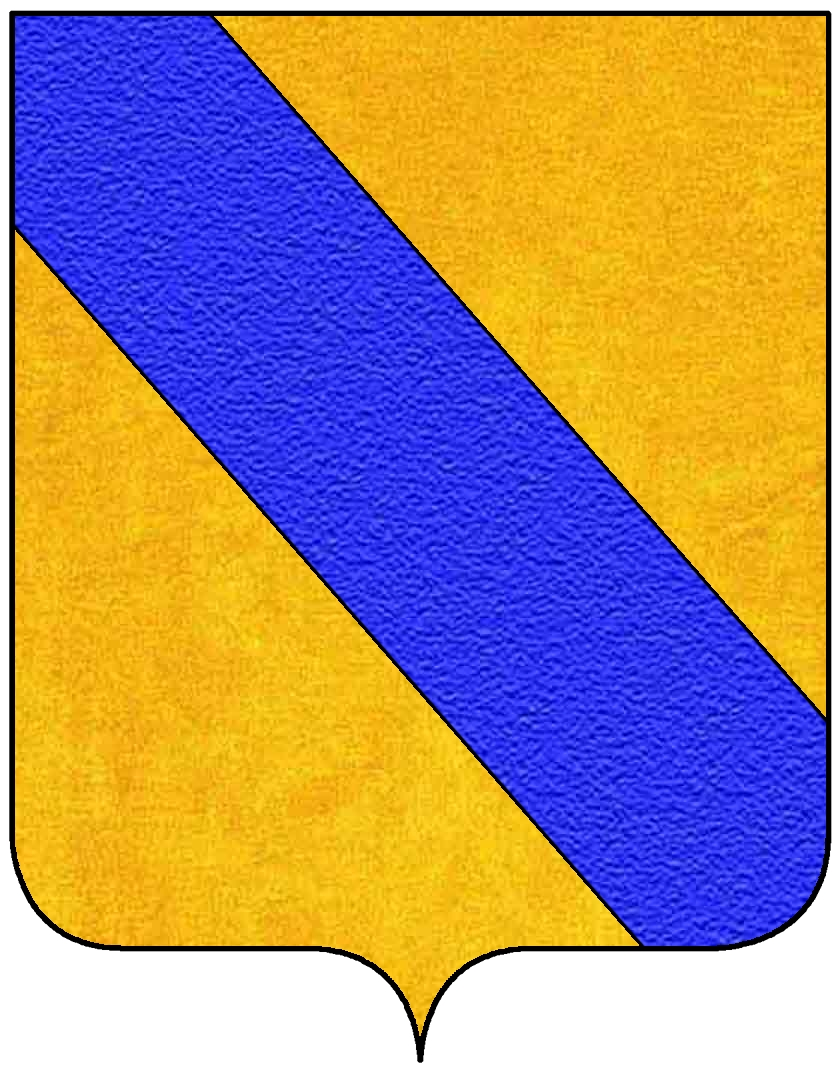
Famille Morosini

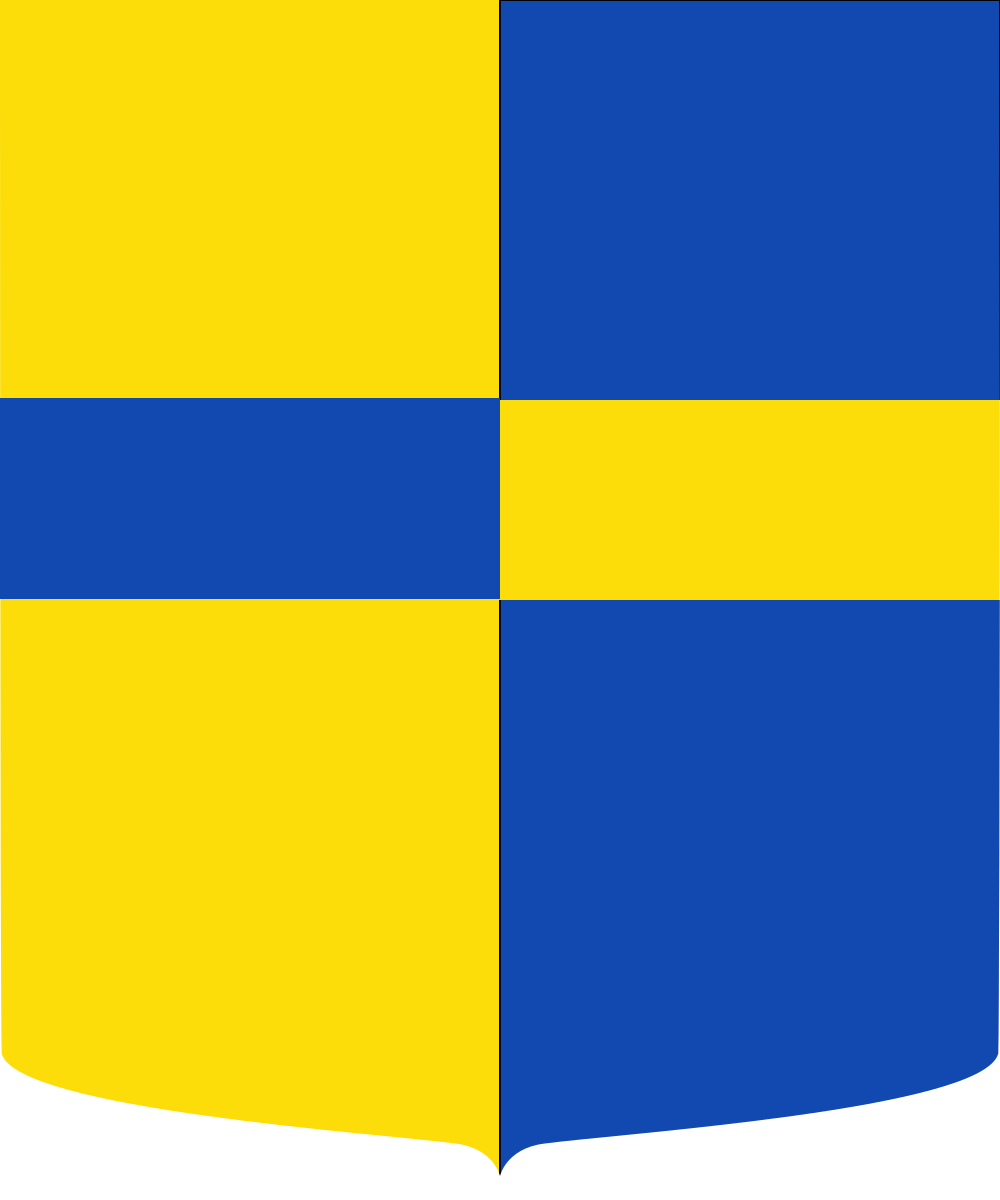
Famille Muglia

- Macharelli[9] (1648-1676)
- Maduin (jusqu'au XIVe siècle) (ou Madeo)
- Maffetti[9] (depuis 1654) : famille éteinte
- Maganesi [jusque 1361)
- Maggio (jusque 1307)
- Magno[4] (depuis 1297)
- Mainenti[13]
- Maina (jusque 1334) (Manine ou Mainan)
- Maistrorso (jusque 1301) (ou Maistro, Magistro)
- Malanotte[13]
- Malaspina (Famille agréé pour son mérite)
- Malaza (jusque 1320)
- Malipiero[4] (depuis 1297)
- de Malis (jusque 1326) (ou Malesse)
- Malvicini
- Mandelli
- Manfrotto[10] (1698-1793)
- Manolesso[4] (depuis 1297)
- Manin[9] (depuis 1651)
- Manzoni[10] (depuis 1687)
- Marango (jusque 1376)
- da Mare (1309-1364/73) (ou da Mar)
- Maransin (Maranzin) (1297-1386)
- Marcello[4] (depuis 1297)
- Marciamano[5] (jusque 1391)
- Marcipagani (jusque 1321/81)
- Marconi (jusqu'au XIVe siècle)
- Marin[4]  (depuis 1297) (variantes Marini, Marino)
- Marioni(1297-1401)
- Marmora[6](1305-1416) (ou Marmera)
- Marmota (1305-1360)
- Marono ou Maroni (jusque 1365)
- Martinazo (jusque 1347) (ou Martinazzo)
- Martine, Martino ou Martini (jusque 1314)
- Martinelli[9] (1646-1771)
- Martinengo(depuis 1499) (Famille agréé pour son mérite).
  - Martinengo[10] (depuis 1689) (da Barco)
  - 2e branche[11] : (depuis 1779) (dalle Palle d'Oro)
- Maruzzi[13]
- Masolo[5] (1297-1590) (ou Massolo, Massoli)
- Mastalizi[5] (jusque 1324) (ou Mastelizii, Mastelitii)
- Mastraca[13]
- Matono (jusque 1530)
- Mazaman[4]  (1297-1412)
- Mazaruol (1297-début XIVe siècle)
- Mazzolini[9] (entre 1646 et 1669)
- de Medici (di Venezia)[9] (1652-1701) (ou Medin(i))
- Melazza (jusque 1320)
- Memmo[1] (depuis 1297) (Mommo ou Tribuno et Monegario)
- Menegato (jusque 1373)
- Megano[4] (1297-1660) (ou Mengano, Miegano)
- Mengolo (it) [4] (ou Mongolo)(1297-1401)
  - autre branche[7] (1310-1401)
- Metadori (jusque 1344) (ou Mettadori)
- Mezo, da Mezzo[4],[8] (depuis 1297 et 1381) : famille éteinte
- Miani[4] (depuis 1297) (ou Emiliani) : famille éteinte
- Micheli[1] (depuis 697) (Michiel ou Frangipane)
- Milesio (1464-1472)
- Minelli[9] (depuis 1650) : famille éteinte
- Minio[4] (depuis 1297)
- Minotto[4] (depuis 1297) (ou Minoto)
- Miolo[5](1310-1310)
- Mocenigo[4] (depuis 1297) (ou Mozenigii)
  - branche de San Stae
  - branche de San Samuele
  - branche dell'Angelo Rafael
- Molo (jusque 1403)
- Famille Molin[4]  (depuis 1297) (ou Molino) : famille éteinte
  - autre branche[6]  (depuis 1303)
- Monegato (jusque 1314)
- Montaldo[14] (en 1585)
- del Monte (Famille agréé pour son mérite)
- Mora di Napoli[9] (depuis 1657)
  - Mora dalla Svizzera[9](1655-1694)
- Morelli[10] (depuis 1686) : famille éteinte
- Moro[4] (depuis 1297 et 1313)
- Morosini[1] (depuis 1297)
- Mortadello (ou Mortadelli)[7] (jusque 1327)
- da Mosto[4]'(depuis 1297)
- Mozzoni-Frosconi[13]
- Muazzo[4] (depuis 1297) : famille éteinte
- (da) Muggia (jusque 1385)
- Mugici (jusque 1306)
- Muglia (jusque 1238 ou 1386)
- Mula ((ou Amulio/Amulia) [4] (depuis 1297)
- Muranesi (jusque 1375) (ou Muraneschi)
- Mussè[4] (jusque 1334)
- Mussatti[11] (depuis 1776) : famille éteinte
- Mussolino[4] (1297-XIVe siècle)
- Muttinelli[13]

### N

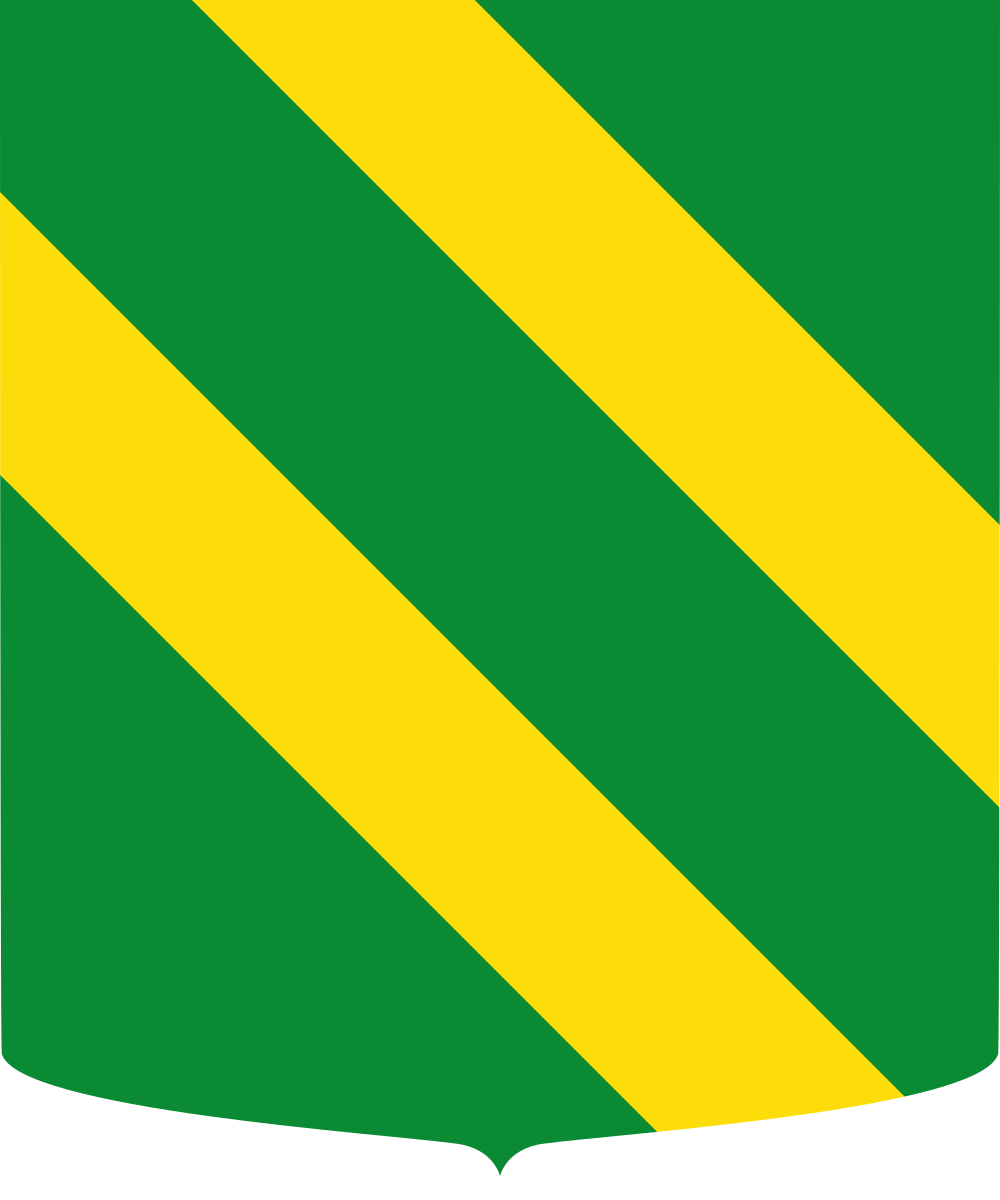
Famille Navagero

- Nadal[4] (depuis 1297)
- Nani[4] (depuis 1297)
  - autre branche[8] (depuis 1381)
- Navagero[4] (1297-1713) (ou Navager, Navaier, Navegàro, Navagiero)
- dalla Nave[9] (depuis 1653-1666/98)
- Navigroso (it) (Navaioso, Navajoso ou Navaglioso)[4] (1297-1342)
- Negro[8] (1381-1416)
- Nicola (1297-1312)
- Nosadini[10] (depuis 1694) : famille éteinte
- Novello (jusque 1306)

### O

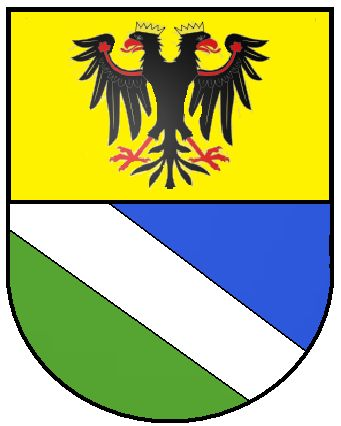
Famille Ottoboni

- Obizzo[7](jusque 1346)
- Ogniben (jusque 1311)
- Olivieri[13]
- Onoradi (1297-1520[12]/1544)
- Orio[4] (depuis 1297)
- Orseolo[3]exilée au XIe siècle
- Orso[8] (1381-1466[12]/68)
- dell' ou dall'Orzo (jusque 1326)
- Ottoboni[9](1646-1740)
- Ottolin[11] (depuis 1780) (ou Ottolino, Ottolini) : famille éteinte

### P
- Pagani (jusque 1295)
- Panciera di Zoppola (it)[11] (depuis 1777)

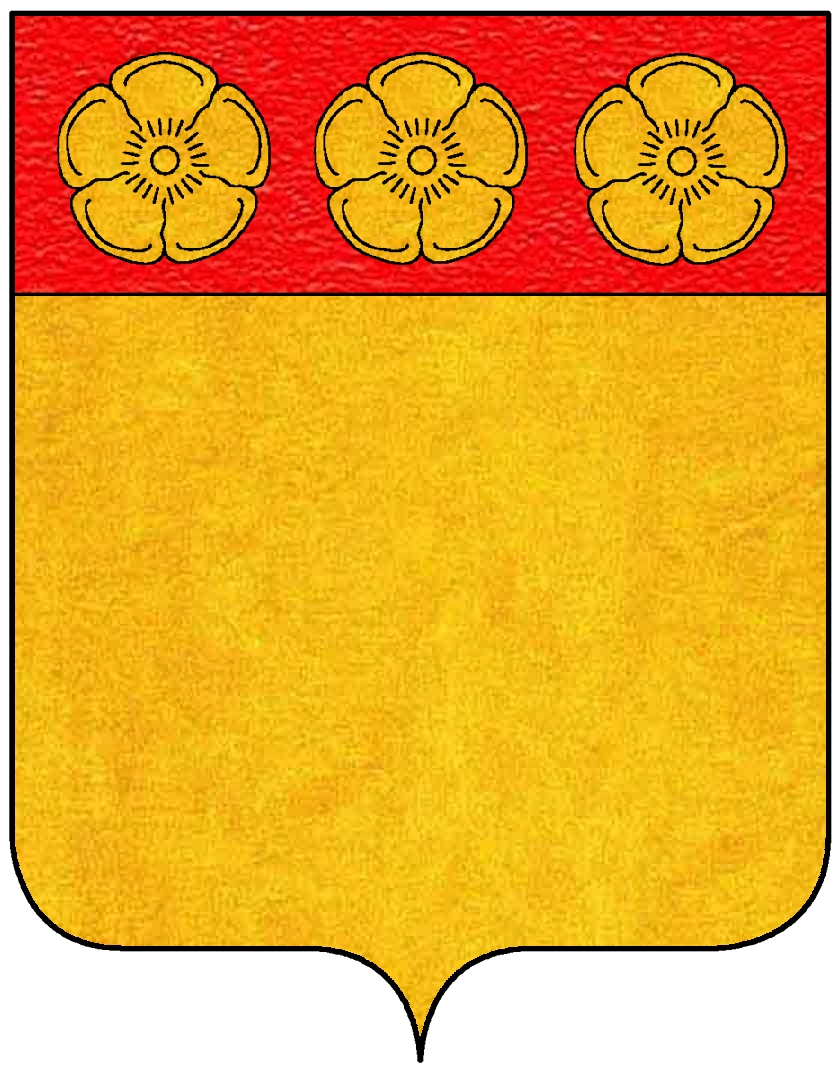
Famille Paruta

Famille Polo

Famille Priuli

- Pantaleo (jusque 1364) (Pantaleone ou Pantalon)
- Papacizza[7] (1310-1425)
- Papadopoli[13]
- Papafava (Pappafava, Papafava dei Carraresi)[9] (depuis 1652)
- Paradiso (1297-1531)
- Parisi (jusque 1310)
- Paruta[8] (depuis 1381)
- Pascotini[13]
- Pasqualigo[4] (depuis 1297)
  - autre branche[8] (depuis 1381)
- Pasquasi (jusque 1212/1302)
- Passamonte (jusque 1313)
- Pasta[9] (depuis 1669) : famille éteinte
- Patani (jusque 1366)
- Pellegrini[13]
- Pellicioli[10] (1699-1768) (ou Pellicioli)
- Pellizzari
- Pentolo (jusque 1432)
- Pencin[8] (1381-1418) (Penzini, Pencini ou Pecin)
- Pepoli (depuis 1338)[10] (depuis 1686) (Famille agréé pour son mérite)
- Perazza[13]
- (da) Persico[10] (depuis 1685)
- Perucchini[13]
- Pesaro[4] (depuis 1297) : famille éteinte
- Petrettin[13]
- Pianigo (jusque 1298) (ou Pianego)
- Piero (1297-1307/1401)
- di Pigli (1334-XIVe siècle)
- di Pino (1297-1378/88)
- Pindemonte[11] (depuis 1782)
- Piovene[9] (depuis 1654) : famille éteinte
- Pisani[4] (depuis 1297)
- Pizzamano[4] (depuis 1297 et 1381)
- Polani[1] (1297-1760) (ou Beligeri)
- Polo[8] (depuis 1297 et 1381-1425[12])
- Poli[9] (depuis 1663)
- Polini (XIVe siècle-1348/55)
- Polvaro[9] (1662-1724)
- da Ponte[7] (depuis 1493)
- Porto (da Porto) (it)[8] (1381-1429)
- Premarin[4] (1297-1734/59)
- Priuli[4] (depuis 1297)
- Psallidi[13]

### Q

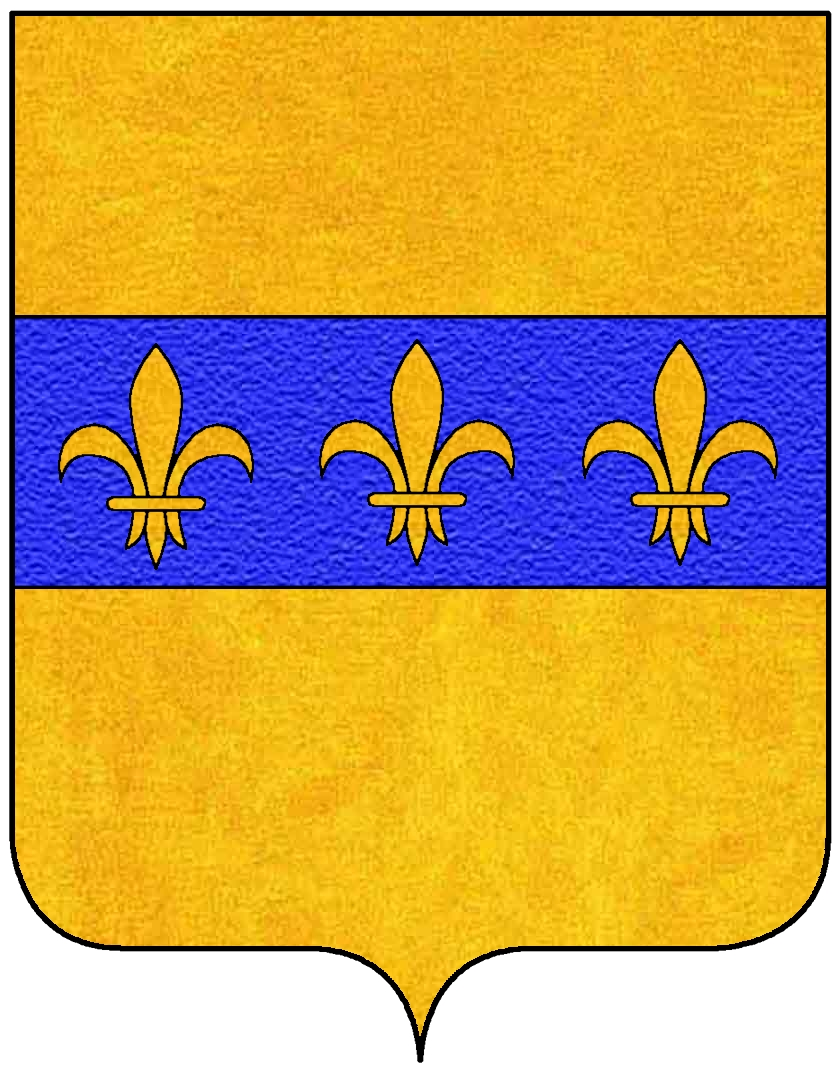
Famille Querini

- Querini[3] (depuis 1297)
  - Querini-Stampalia dai Gigli[13]
- Quintavalle (di Candia)[4] (1310-1582)(ou Marturio)
  - (di Venezia)[7] (1310-1316/28)

### R
- Ragusio (jusque 1352)
- Rainoldo (jusque 1684) (ou Rinaldo, Renaldo)
- Ramponi (jusque 1314/19) (ou Rampani)
- Rancho  (jusque 1307)
- Ranoso (jusque 1337)
- Raspi[9] (depuis 1662)
- Rava (jusque 1307)
- Ravagnini[9] (depuis 1657) (ou Ravagnini, Ravanini) : famille éteinte
- Ravalazzo (jusque 1305)
- Rebolin (jusque 1339)
- Recanati (it)[10] (1698-1712)
- de Reck[13]
- Redetti[10] (depuis 1698)
- Regini (jusque 1351)
- Renier[8] (depuis 1381)
- Renoldo (jusque 1375)
- Rezzonico[10] (1687-1810) : famille éteinte
- Ricci[10] (depuis 1687) (Rizzardi ou Rizzi)
- de Richelieu (1631 ad personam-1642) (Famille agréé pour son mérite)
- Richerio (en 1389) (Famille agréé pour son mérite)
- Da Riva[4] (depuis 1297)
- Robolin(i) (jusque 1338)
- Romano (1297-1411)
- Romieri[10] (ou Rumieri) (depuis 1689)
- Ronconi[13]
- Roner di Ehrenwerth[13]
- Rosa[13]
- Rossi[14] (depuis 1329) (Famille agréé pour son mérite)
- di Rossi (depuis 1423) : famille éteinte
- Rota[10] (depuis 1685) : famille éteinte
- Rovere (1512-1726) (Famille agréé pour son mérite)
- Rovinj[11] (depuis 1788-1792) (ou Rovigno)
- Rubbi[13]
- Rubini[9] (1646-1707) (ou Rupini)
- Ruzier (Ruggieri) (it)[7] (1310-1516/24)
- Ruzzini[5] (depuis 1297) (ou Ruzini) : famille éteinte

### S

Famille Salamon

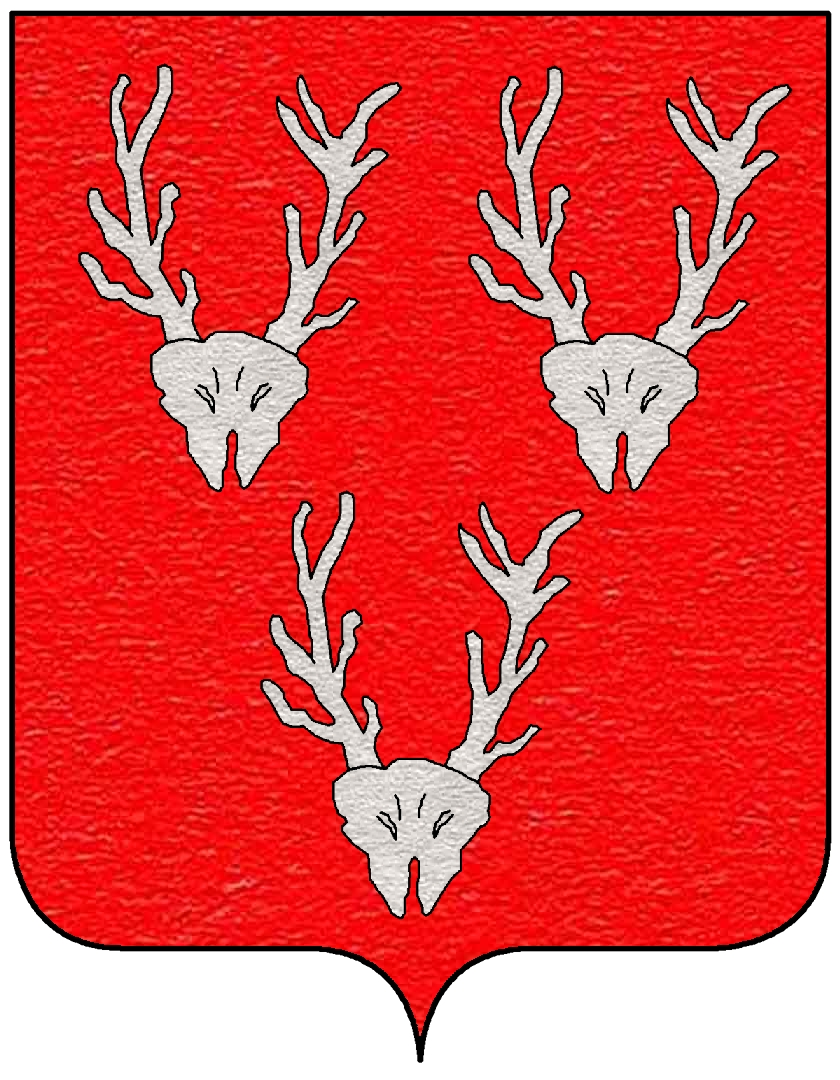
Famille Soderini

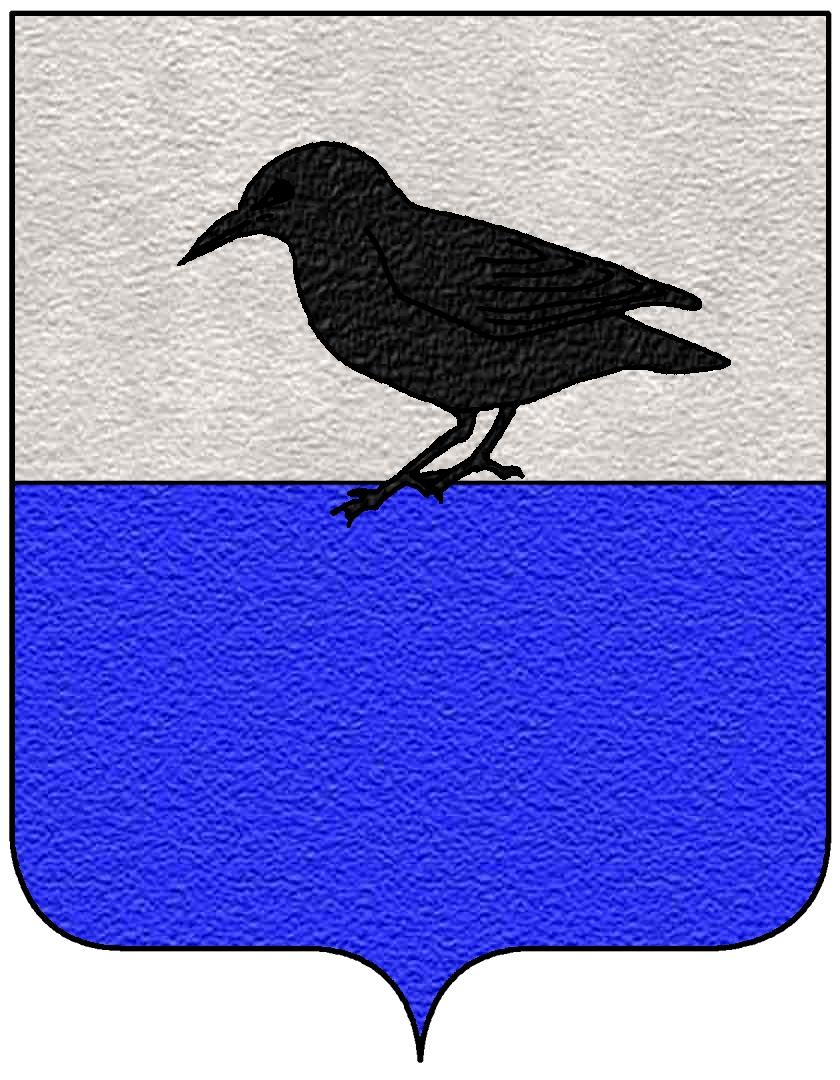
Famille Storladi

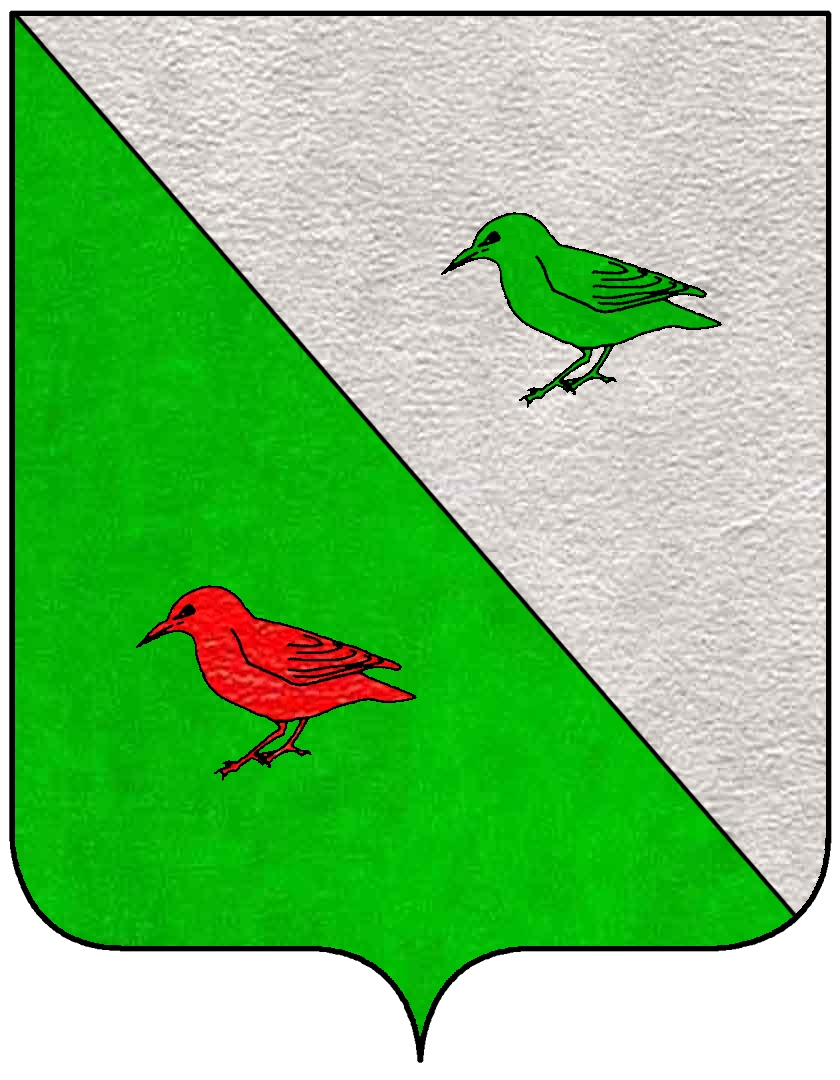
Famille Stornello

- Sabadini (jusque 1361)
- Sagredo[4] (depuis 1297)
- Salamon ou Salomon[3] (1297-1788) (Barbolana ou Centranigo)
- Salonesi (jusque 1315)
- Salviati (jusque 1305)
- Salvioli di Fossalunga[13]
- Sandi[10] (depuis 1685)
- Sangiantoffetti[9] (depuis 1649) (ou Toffetti)
- Santa Soffia[9] (1649-1676) (ou Santasof(f)ia)
- Santonini[13]
- Sanudo[1]  (depuis 1297) (Sanuto ou Candiano)
- Savelli
- Saviani (jusque 1306)
- Savonieri (jusque 1321) (ou Savoner, Savonario)
- Savoia[14] (en 1496 pour Philippe II de Savoie) (ou Savoja)
- Scaudoler (jusque 1322)
- Scarella[13]
- Scenier (jusque 1306)
- Sceriman (it)[13]
- Sclavo (jusque XIVe siècle)
- Scroffa[10] (depuis 1698)
- Scrovegni[14] (1301-1404)
- Sebregondi[13]
- Secogolo (1297-1351) (ou Schogolo)
- Selvo (it)[4](it)  ( jusque 1401)
- Semenzi[10] (depuis 1685) (ou Premuda)
- Semitecolo[4] (depuis 1297)
- Senatori (jusque 1401)
- Sesendolo[4] (1297-1397)(ou Sesendoli)
  - autre branche[7] (1310-1397)
- dalla Sevole (1297-1371)
- Sforza[14] (depuis 1439 pour Francesco Sforza)
- Sicuro[13]
- Signoli[4] (1297-1570[12])
- Sincoran (jusque 1351)
- Siocolo (Secogolo, Scogolo, Schingolo, Siogolo) (jusque 1351)
- Sisola ((Sciola, Sifolan)(jusque 1388)
- Soardi(depuis 1320-?) (Famille agréé pour son mérite)
- Soderini[9] (depuis 1656) (ou Soderin) : famille éteinte
- dal Sol[7] (1310-XIVe siècle)
- Soranzo[3]  (depuis 1297)
- Soveri (jusque 1302)
- Spazacanal (jusque 1312)
- Spineda (it)[11] (depuis 1776)
- Spinelli[10] (depuis 1716)(ou Spinal) : famille éteinte
- Staloni (jusque 1322) (ou Storlanici, Stalonigi, Stalonici, Tornaretti)
- Stanici[5] (1310-1343)
- Stanier (jusque 1306) (ou Staniel, Stenier)
- Stazio[9] (1653-1709/12)(Stacio, Stadio ou Statio)
- Sten (Steno) (it)[4] (1297-1413)
- Storladi (Stornado) (it) (da Treviso)[4] (1297-1468[12]) (Stranodi, Stornadi, Tornartin)
- Storladi (Stornado) (it)[8] (1381-1478)
- Stornello[4] (1311-1407)
- Stropardo (jusque 1355)
- Surian(i)[4] (1297-1630[12])
  - autre famille (1304)
  - homonyme[9] (1648-1679)

### T
- Tagliapietra[8] (1381-1670[12])
- Talonico  (Talvolta, Tanolico, Talonigo, Tolonigo , Tolonegi)[5],[4] (1297-1322)
- Tardinello[16]
- Tasca[9]((1646-1734/60)
- Tassoni-Estense (it) (orig. de Modène)[13]
- Teneri (jusque 1312)
- Tiepolo[1] (depuis 1297)
- Typaldos (Tipaldo-Pretenderi) (it)[13]
- Tinto (jusque 1361/1417)
- Toderini[10] (depuis 1694) : famille éteinte
- Todeschini[13]
- Tomado (1297-1383)(ou Thomado)
- Toncado (jusque 1389)
- Tonillo (jusque 1383)
- Torelli
- Tornadi (jusque 1683)
- Tornabuoni (Tornaquinci) (it)[10] (entre 1684 et 1718)
- Dalla Torre[14] (en 1343, famille de sang carolingien)
- Torreli (jusque 1381)
- Totulo (1297-1305)
- Trasnodi (jusque 1305)
- Travaianti (jusque 1370)
- Traversi[13]
- Trento[11] (depuis 1777) : famille éteinte
- Trevisan[4] (depuis 1297)
  - branche secondaire[8] (depuis 1381)
  - autre branche (depuis 1689)
- Tristanzo (ou Tristanio) (jusque 1304)
- Trivisa (en 1381 ad personam pour Jacomo Trivisa dalli Carmini)
- Tron[4] (depuis 1297)
- Truzane (jusque 1389)

### V

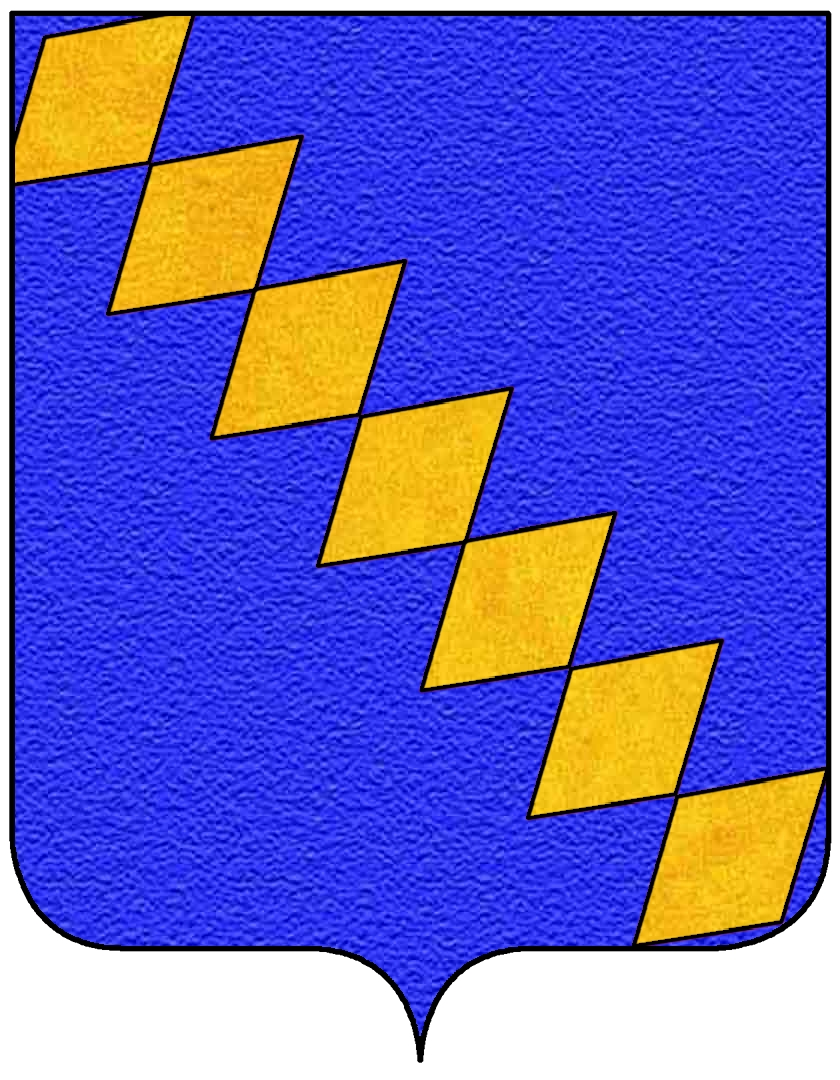
Famille Valmarana

Famille Vendramin

Famille Vidali (Vitali)

- Vadomeneghi (jusque 1316)
- Valaresso[4] (depuis 1297)
- Valerj[13]
- Valier[4] (depuis 1297)
- Valmarana[9] (depuis 1658)
- Valpetro (jusque 1349)
- Van Assel[9] (depuis 1655) (ou Van Axel(-Castelli))
- Varani (1431-1527)
- Varda da Dio (jusque 1328)
- Vegio (jusque 1301)
- Vendelin (1297-1360) (ou Vendelini)
- Vendramin[8] (depuis 1381)
- Venier[4] (depuis 1297)
- Ventolo (jusque 1343) (ou Ventlo)
- Verdelin (jusque 1343/60)
- Verdizzotti[10](1667-1726/59)
- Verri(1297-1303)
- Veronese[10] (depuis 1704)
- Vetigrassi (1297-1308)
- Vezzi[10] (1716-1769)
- Vianí (1297-1303)
- Vianol[9] (1658-1707) (Vianolo ou Vianoli)
- Viaro (1297-1666 ou 1655[12])
- Vido (jusque 1386)
- Vidore (ou Vidor[7], da Vidor, Davidor)[19] (1297-1379/1493)) (1310-1402)
- Vielmo[4] (1297-1377)
- Vieri (jusque 1327) (ou Veri)
- Vignati (orig. de Lodi) (jusque 1415)
- Vignola[13]
- Villio (ou Villio) (jusque 1379)
- Vimercati (it) (orig. de Lombardie)[13]
- Vincenti-Foscarini[13]
- Vioni (ou Vegliani) (jusque 1303)
- Viola[13] (depuis 1783)
- Vitali (Vidali) (Olim. Vidal) (1297-1332)
- Vitrigasi (jusque 1308) (ou Vitrison, Vitrenasco, Vitrinosi)
- Vitturi[4] (depuis 1297)
- Vizzamano[8] (1381-1710) (Vizamano ou Vizzamano)
- Dalla Volpe (it)[4] (1297-1386)(Volpi ou Bolpe)

### W
- Widmann / Vidiman[9](depuis 1646)
  - Widmann-Rezzonico[13]

### Z
- Zaccaria[8](1381-1544 ou 1524[12])
- Zacco[9] (depuis 1653) (ou Zacchi)

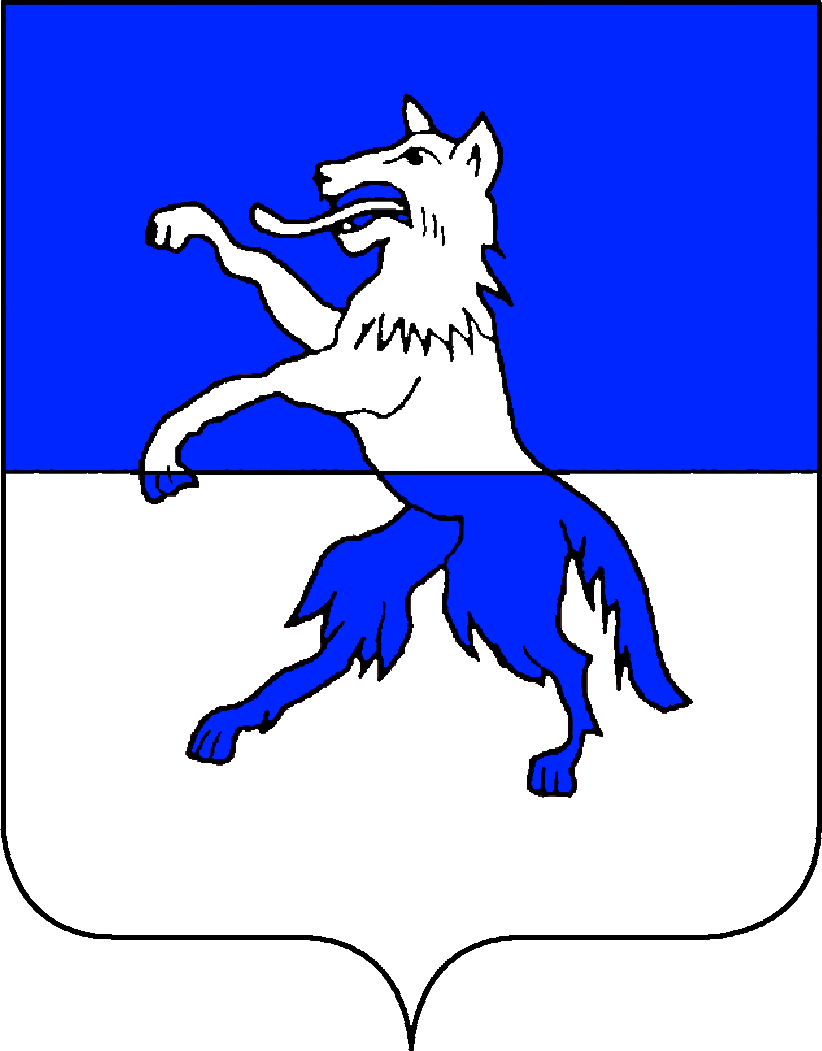
Famille Zane

Famille Zorzi

- Zaguri[4],[9] (depuis 1646) : famille éteinte
- Zambelli di San Giacomo dell'Orio[9] (depuis 1648) : famille éteinte
  - Zambelli di San Stin[10](1687-1733)
- Zanardi[9] (1653-1724)
- Zanasi (jusque 1375) (ou Zanesi, Zanati, Zanagi)
- Zancani (it)[4] (1297-1502[12])
- Zancarolo[4] (1297-1766) (ou Zancaruol, Zancariol, Zancarol, Zancaruolo, Grancaruolo ou Grancarolo)
- Zannetti
- Zanobrio(depuis 1646)
- Zapoani (jusque 1375) (ou Zampoli)
- da Zara (depuis 1379)
- Zen ou Zeno[3] (depuis 1297)
- Zenobio[9] (depuis 1647) : famille éteinte
- Ziani[3] (depuis 1297) (Vipzanio ou Zane) : famille éteinte
- Zianosi (jusque 1375)
- Zimio (jusque 1341)
- Zinelli[13]
- Zino[10] (depuis 1718) : famille éteinte
- Zio (jusque 1163/1495)
- Zolio (it)[9] (depuis 1656)
- Zon (it)[9](1651-1683/93)
- Zorvani (jusque 1398)(Zordani ou Zorzani)
- Zorzi[3] (depuis 1297) (ou Giorgi)
- Zuccato[13]
- Zuccolo
- Zucconi[10] (entre 1684 et 1718)
- Zulian[4] (1297-1795) (ou Giulian)
- Zusto (it)[4] (depuis 1297) (ou Giusti) : famille éteinte

## Familles ou maisons agréées en sus entre 1297 et 1670 par le Maggior Consiglio
| Nom                    | dates                        | personne honorée                                               | noms alternatifs                    |
| ---------------------- | ---------------------------- | -------------------------------------------------------------- | ----------------------------------- |
| Aldobrandini           | 1595                         | Clément VIII                                                   |                                     |
| Altieri                | 1670                         | Clément X                                                      |                                     |
| d'Alviano              | 1508-1537                    |                                                                | Alnian                              |
| Angiu                  | 1480                         |                                                                | Anzo ou Angió: Anjou                |
| d'Amboise              | 1501 -1641                   | le cardinal d'Amboise                                          |                                     |
| Anguisola              | 1499-1640                    |                                                                | Angusuola ou Anguissola             |
| Anogaro                | 1438                         |                                                                |                                     |
| Anselmi                | 1412 - 1518                  |                                                                |                                     |
| Armer                  | 1322-1553                    |                                                                | Darmer, Dalmario, d'Armer ou Armeri |
| Barberini              | 1623                         | Urbain VIII                                                    |                                     |
| Battaglia              | 1439/1516 famille éteinte    |                                                                | Battaja, Battaggia                  |
| Battaglioni            | 1500/1516-avant 1543         |                                                                | Bataioni                            |
| Bentivoglio            | 1488                         |                                                                | Bentivoglio d'Arragona              |
| Benzon di Sant'Agostin | 1407 et 1484                 |                                                                |                                     |
| Boncompagni            | 1576                         | Grégoire XIII                                                  |                                     |
| Boninsegna             | 1305-1321                    |                                                                | Buoninsegna                         |
| Borbon                 | 1600                         | Henri IV                                                       | Bourbon                             |
| Borghesi               | 1605                         | Paul V                                                         |                                     |
| Borgia                 | 1500/1507                    | Alexandre VI                                                   |                                     |
| Canalli                | 1382                         |                                                                |                                     |
| Caraffa                | 1555                         | Paul IV                                                        |                                     |
| Carmagnola             | 1426/1432                    |                                                                | Carmignola                          |
| Carrara                | 1326-1392                    |                                                                |                                     |
| Castrioto              | 1445/63-1549                 |                                                                | Castriotto                          |
| Chigi                  | 1655                         | Alexandre VII                                                  | Ghigi, Chisi                        |
| Cibo                   | 1488                         | Innocent VIII                                                  |                                     |
| Codignolo              | 1446                         |                                                                | Codognola                           |
| Collalto (it)          | 1306                         | Rambaldo VIII di Collalto (it)                                 | Collalto                            |
| Coleoni                | 1450-1475                    |                                                                | Colleoni, Colleone ou Codeglioni    |
| Collona                | 1409                         | Martin V                                                       | Colonna                             |
| Comino                 | 1464                         |                                                                | Comino                              |
| Conto                  | jusque 1411                  |                                                                | de Conti                            |
| Corvini                | 1497                         |                                                                | Corvino ou Corvini                  |
| Cossazza               | 1430-1615                    |                                                                | Cosazza                             |
| Dono                   | 1297/1436-1569               |                                                                | Donno                               |
| d'Este                 | 1304 et en 1388              | Azzo VIII d'Este                                               | Este                                |
| Farnèse                | 1540                         | Paul III                                                       |                                     |
| Ferrando               | 1500                         |                                                                |                                     |
| Filiberto              | 1574                         |                                                                |                                     |
| Fondolo                | 1400/1420-1460/64            |                                                                |                                     |
| Gioisa                 | 1583                         | François de Joyeuse                                            | de Joyeuse                          |
| Gonzaga                | 1332 -1779 : famille éteinte | Louis Ier de Mantoue                                           |                                     |
| Guidizzoni             | 1400                         |                                                                |                                     |
| Lambertini             | 1740 : famille éteinte       | Benoît XIV                                                     |                                     |
| Ludovisi               | 1621                         | Grégoire XV                                                    | Lodovisi                            |
| Lorena                 | 1480                         | René II de Lorraine                                            |                                     |
| Lusignan               | 1362                         | Pierre Ier de Chypre                                           |                                     |
| Lucemburgh             | 1500                         | Louis de Luxembourg                                            | Lussemburgo                         |
| Malatesta              | 1401,1503-1713               | Pandolfo IV Malatesta                                          |                                     |
| Mancini                | 1659-1701                    |                                                                |                                     |
| Manfredi               | 1417-1500                    | Giangaleazzo I Manfredi                                        |                                     |
| Martinengo             | 1448                         |                                                                |                                     |
| Mazzarino              | 1648                         | Jules Mazarin                                                  | Mazarini                            |
| Medici                 | 1512                         | cardinal Jean de Médicis                                       | de Medici di Firenze                |
| Meli Lupi              | 1505: famille éteinte        |                                                                | Megli, Melli                        |
| Melata                 | 1438                         | Jean de Nani Gatta-Melata                                      |                                     |
| Montefeltro            | 1473                         |                                                                |                                     |
| Niceno                 | 1461                         |                                                                |                                     |
| Odescalchi             | 1676                         | Innocent XI                                                    |                                     |
| Ordelaffi              | 1434-1503                    |                                                                | Ordelassi                           |
| Orsini                 | 1512                         | Carlo Orsini, puis Benoît XIII                                 |                                     |
| Pallavicino            | 1427-1667                    |                                                                | Palavicin                           |
| Pamphilio              | 1644                         | Innocent X                                                     | Panfilio, Pamphili, Panfili         |
| Peri                   | 1334                         |                                                                |                                     |
| Peretti                | 1585                         | Sixte V                                                        |                                     |
| Pico della Mirandola   | 1345-1743                    |                                                                | Pichi                               |
| Pio (it)               | 1406 -1710                   | Gilberto Pio di Carpi                                          | Pii                                 |
| Pitigliano             | 1539                         |                                                                | Pitiglian                           |
| da Polenta             | 1405 - 1441                  | Obizzo da Polenta                                              | Polenta                             |
| de' Proti              | 1404-1412/15                 |                                                                | Protti                              |
| de Resti               | 1355                         |                                                                | Resti                               |
| Riario                 | 1479 -1691                   | Girolamo Riario                                                |                                     |
| Rospigliosi (it)       | 1667                         | Clément IX                                                     |                                     |
| di Rossi               | 1482                         |                                                                | Rossi                               |
| dalla Rovere           | 1471                         | Sixte IV                                                       | Rovere                              |
| Sanelli                | 1404-1712                    |                                                                |                                     |
| Sanseverino            | 1480-1640                    |                                                                |                                     |
| Savorgnan              | 1416                         |                                                                |                                     |
| Della Scala            | 1393-1436                    |                                                                | Scaligeri                           |
| Sfondrati              | 1590                         | Grégoire XIV                                                   | Sfondrato                           |
| Sorian                 | 1300                         |                                                                |                                     |
| Spadafora (it)         | 1409                         |                                                                | Spattafora, Spatafora               |
| Terzi                  | 1407                         |                                                                | Terzo                               |
| Tocco                  | 1472                         |                                                                |                                     |
| Tonisto (it)           | 1316/1523                    |                                                                | Tonisti                             |
| Vegiani                | 1297-1303/1415               |                                                                | Vegliani                            |
| de Verardo             | 1307/12-1340                 |                                                                |                                     |
| dal Verme (it)         | 1364-1500                    |                                                                |                                     |
| Visconti               | 1382                         | Azzo fils de Galeazzo, duc de Milan                            |                                     |
| Zrinski                | 1472                         | Paolo Zrin, comte de Trogir, seigneur d'Ostrovica ou Zernovich | di Zrin                             |